# Bildtafel Schuhmodelle
Die Bildtafel Schuhmodelle gibt einen Überblick über die häufigsten Schuhmodelle. Anhand der Fotos ist eine grobe Identifizierung möglich, insbesondere wenn die Bezeichnung nicht bekannt ist. Details kann man den verlinkten Artikeln entnehmen.
Oft gibt es mehrere Bezeichnungen für ein Schuhmodell, die teilweise auch nur in bestimmten Gegenden gebräuchlich sind. In dieser Bildtafel wird die gängigste Bezeichnung verwendet; weitere Benennungen findet man im jeweils verlinkten Artikel.

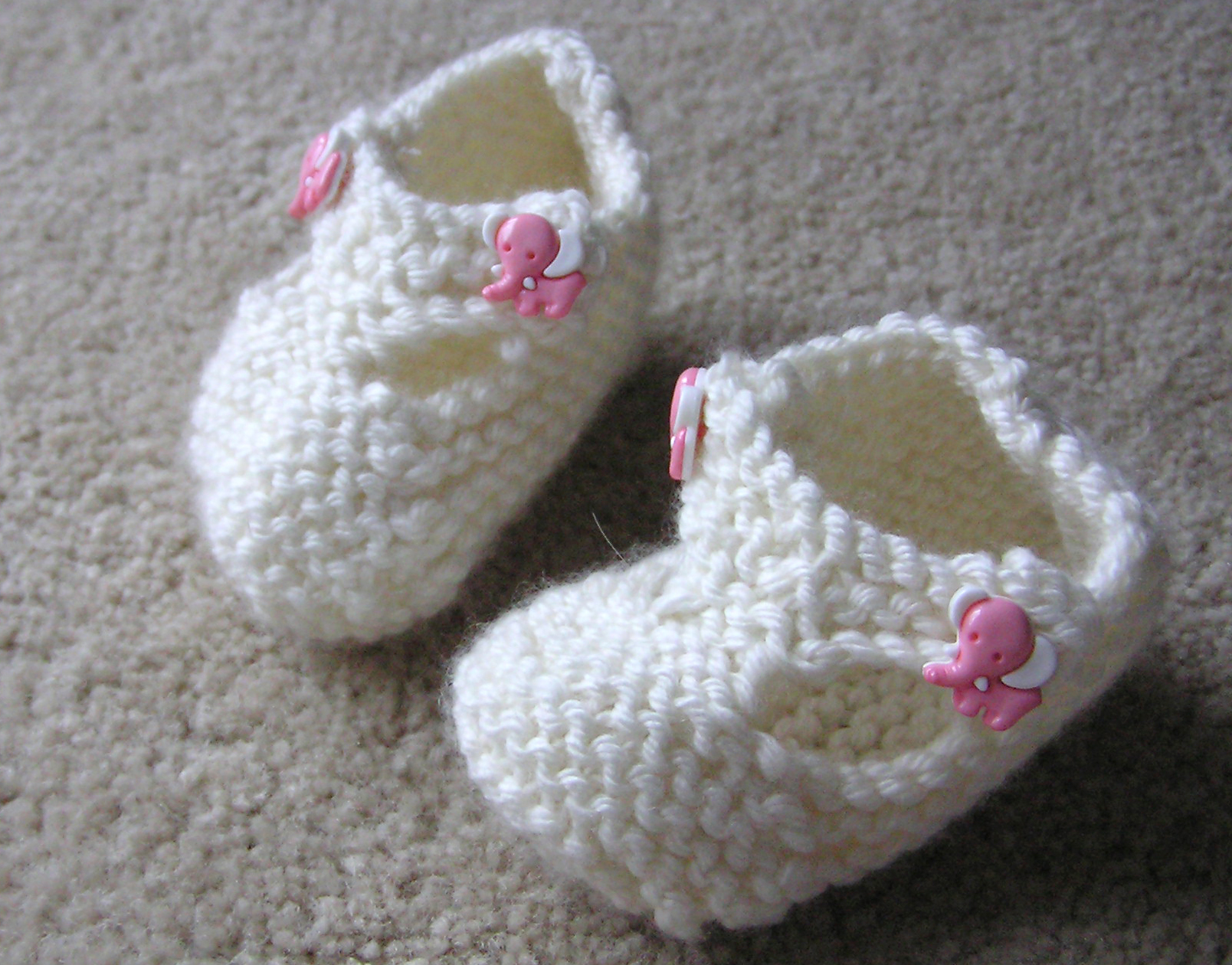
Babyschuh
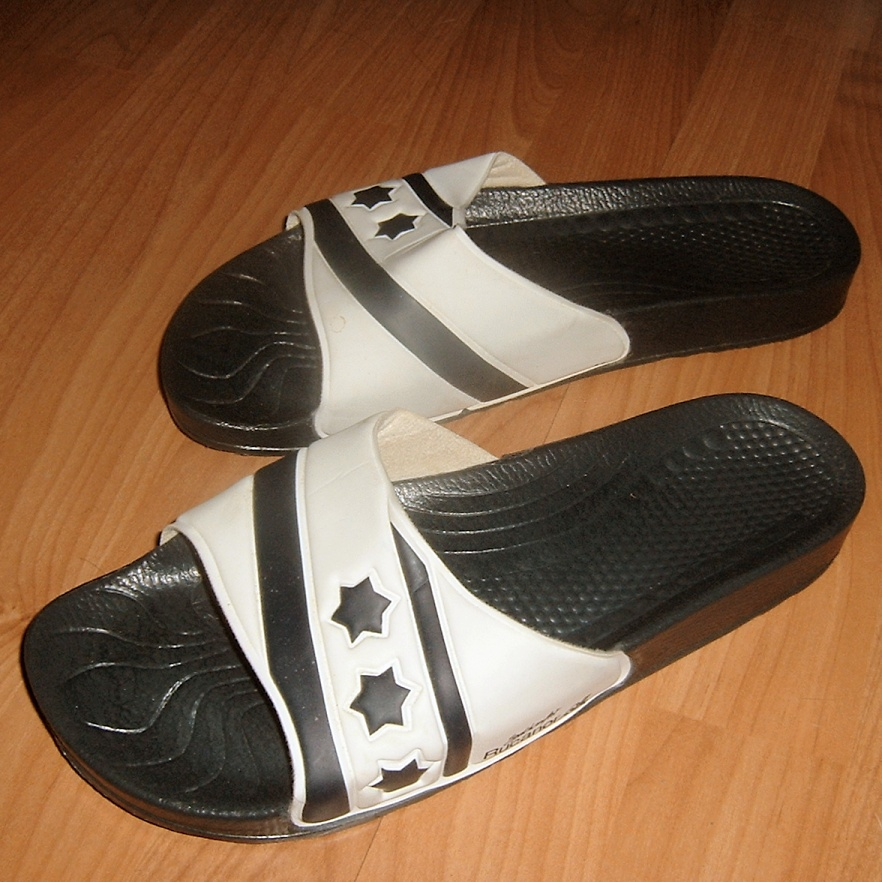
Badeschuh
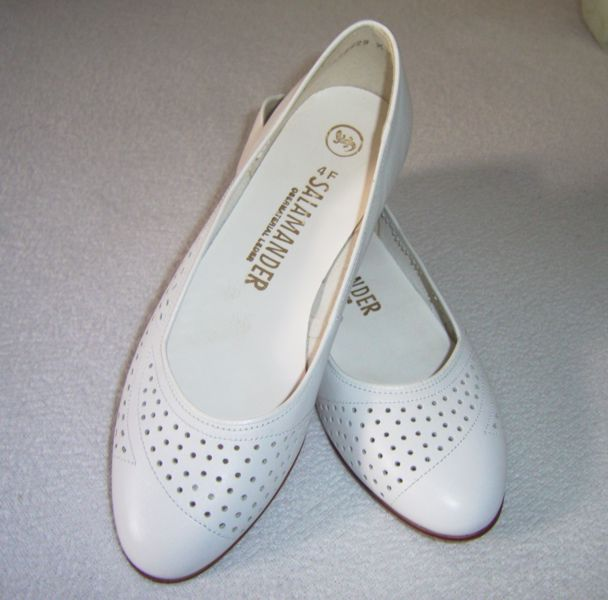
Ballerina
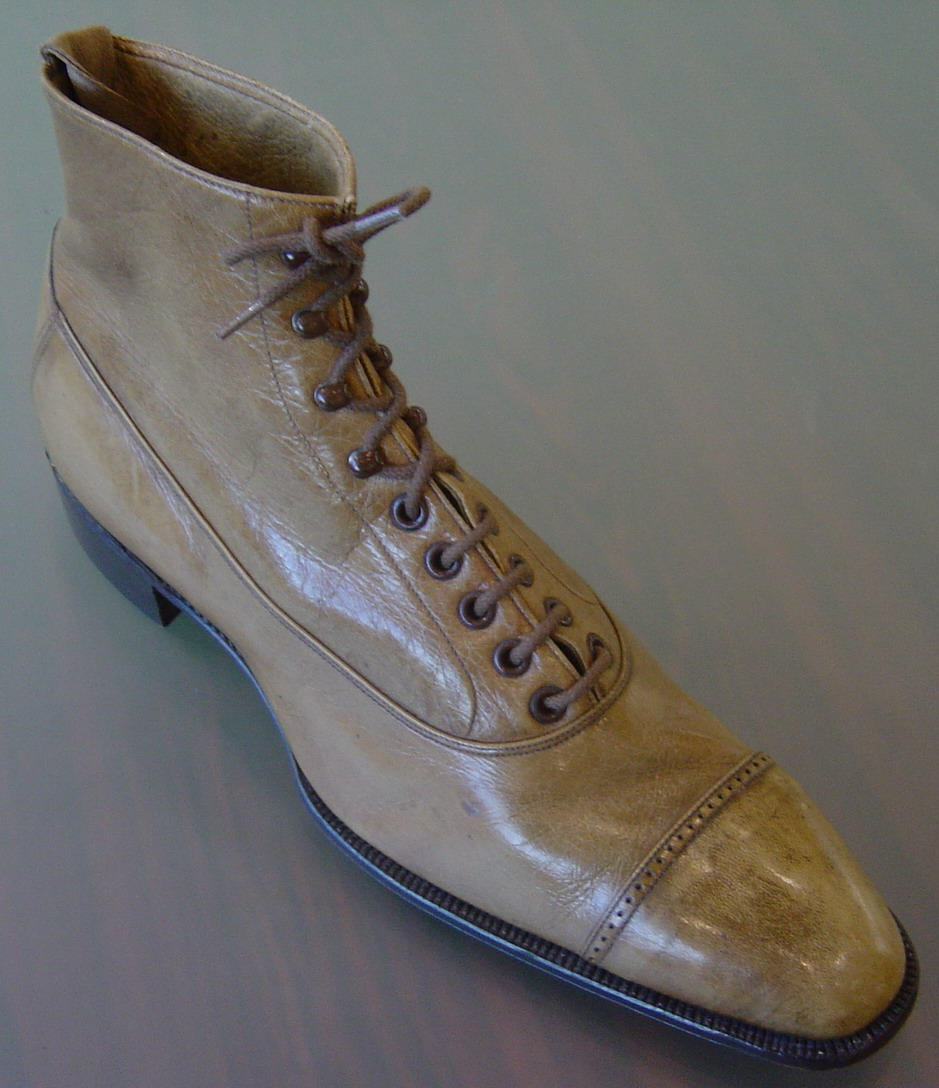
Balmoral
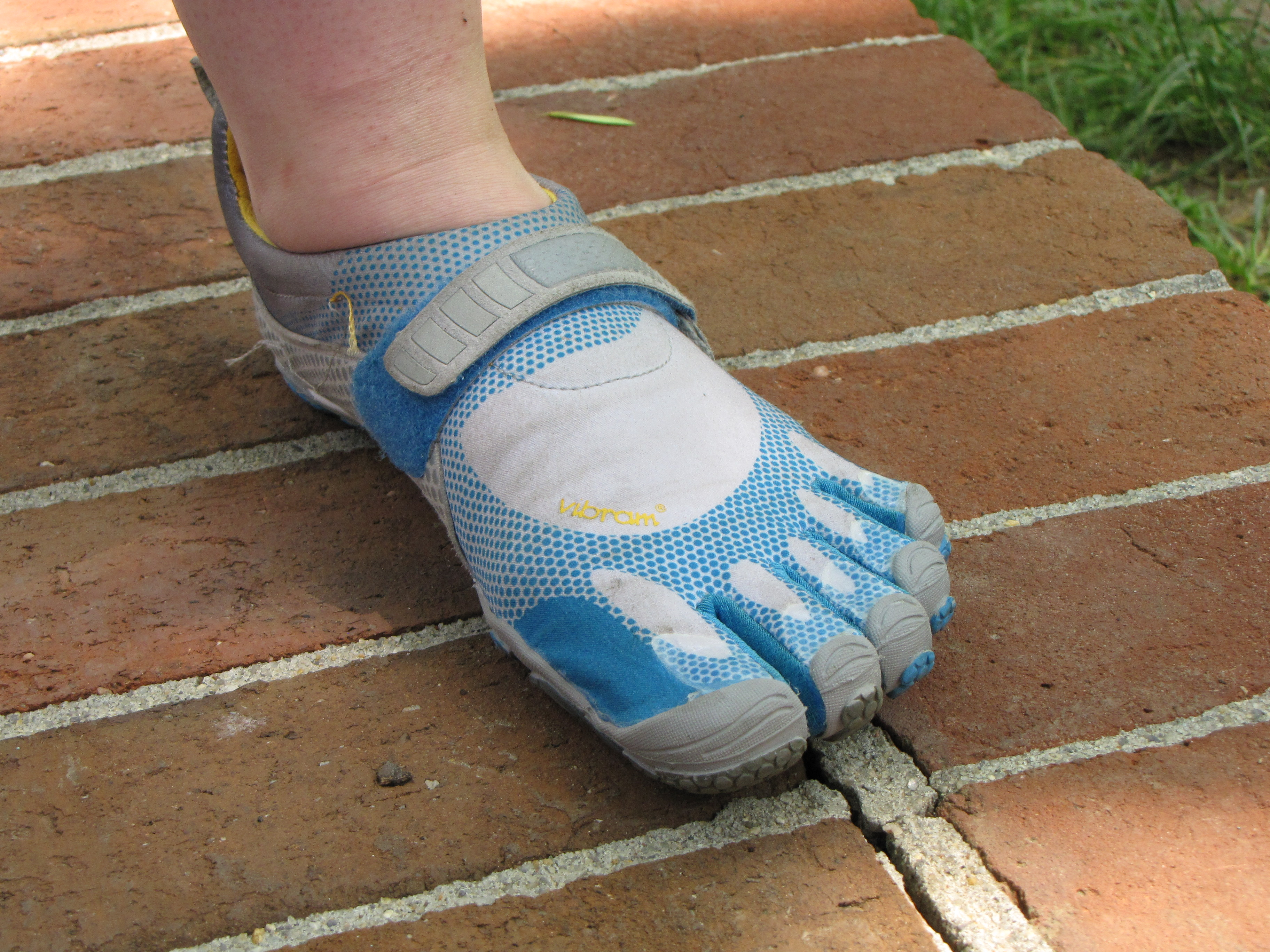
Barfußschuh
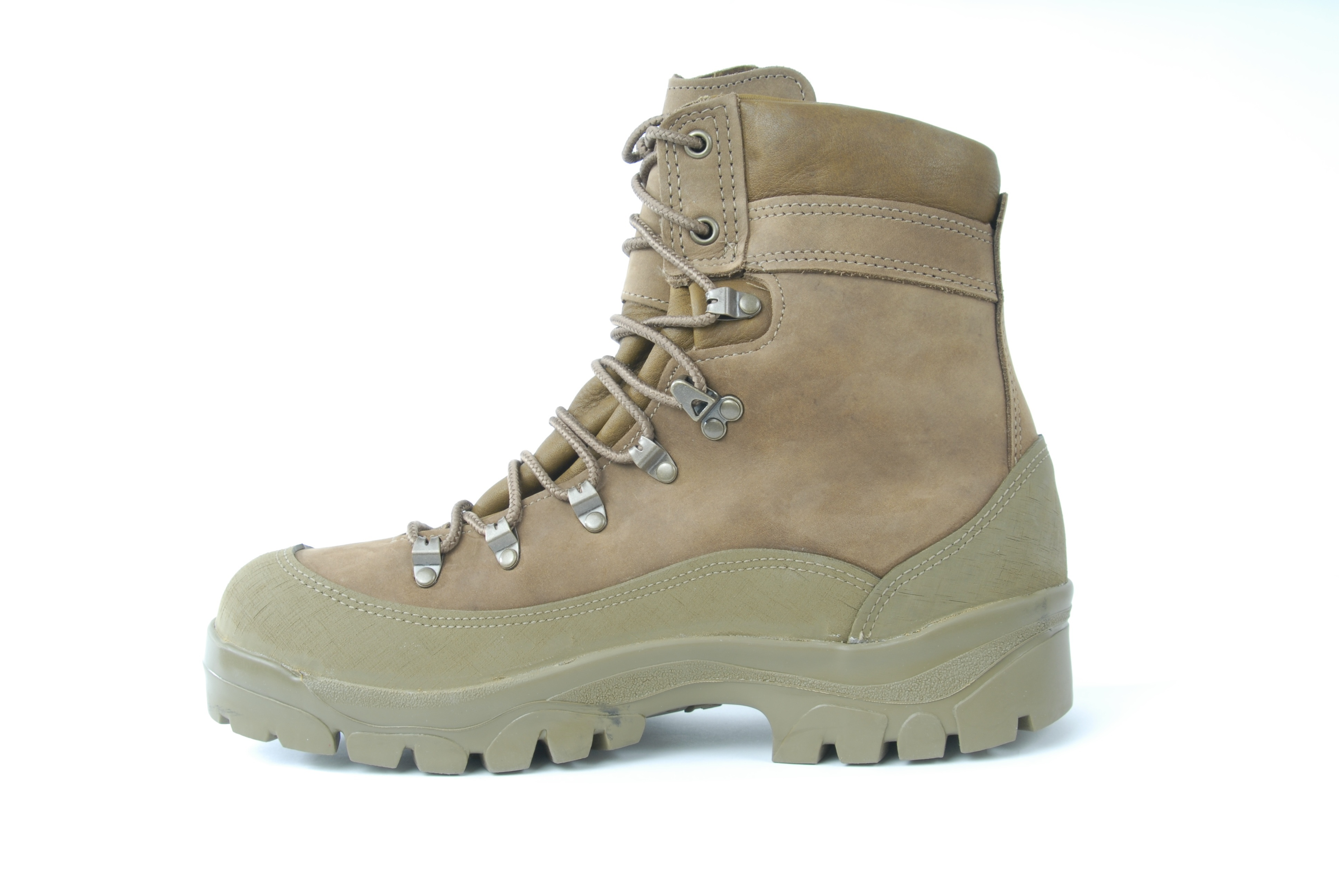
Bergschuh
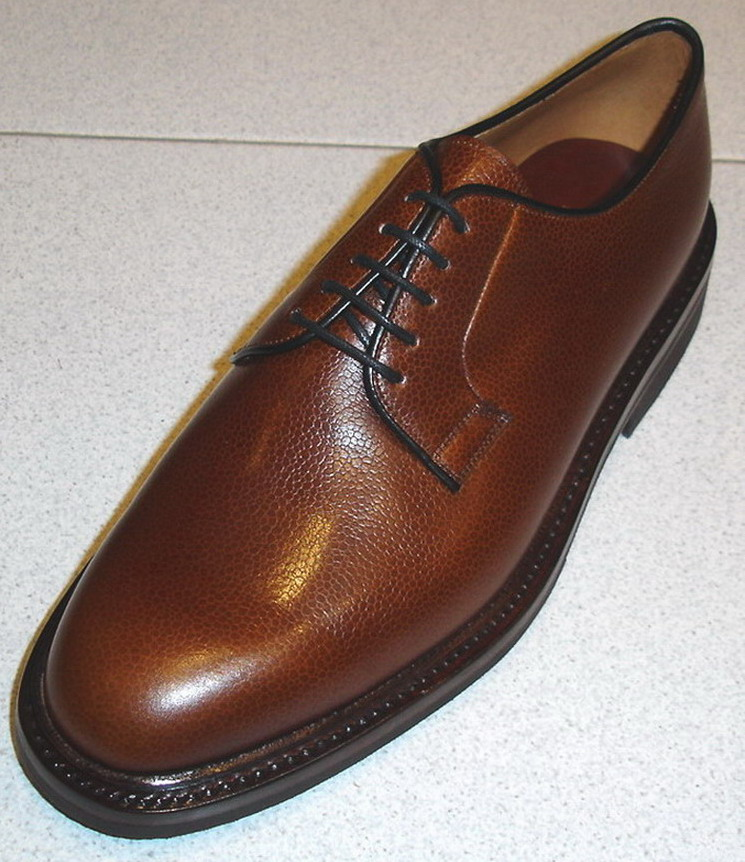
Blücher
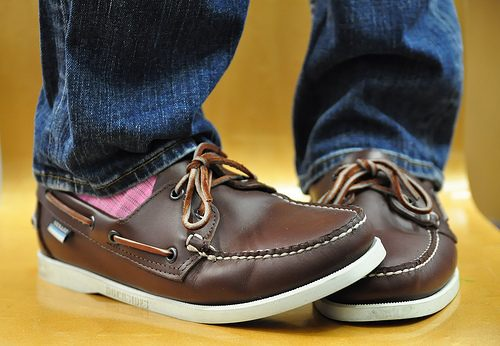
Bootsschuh
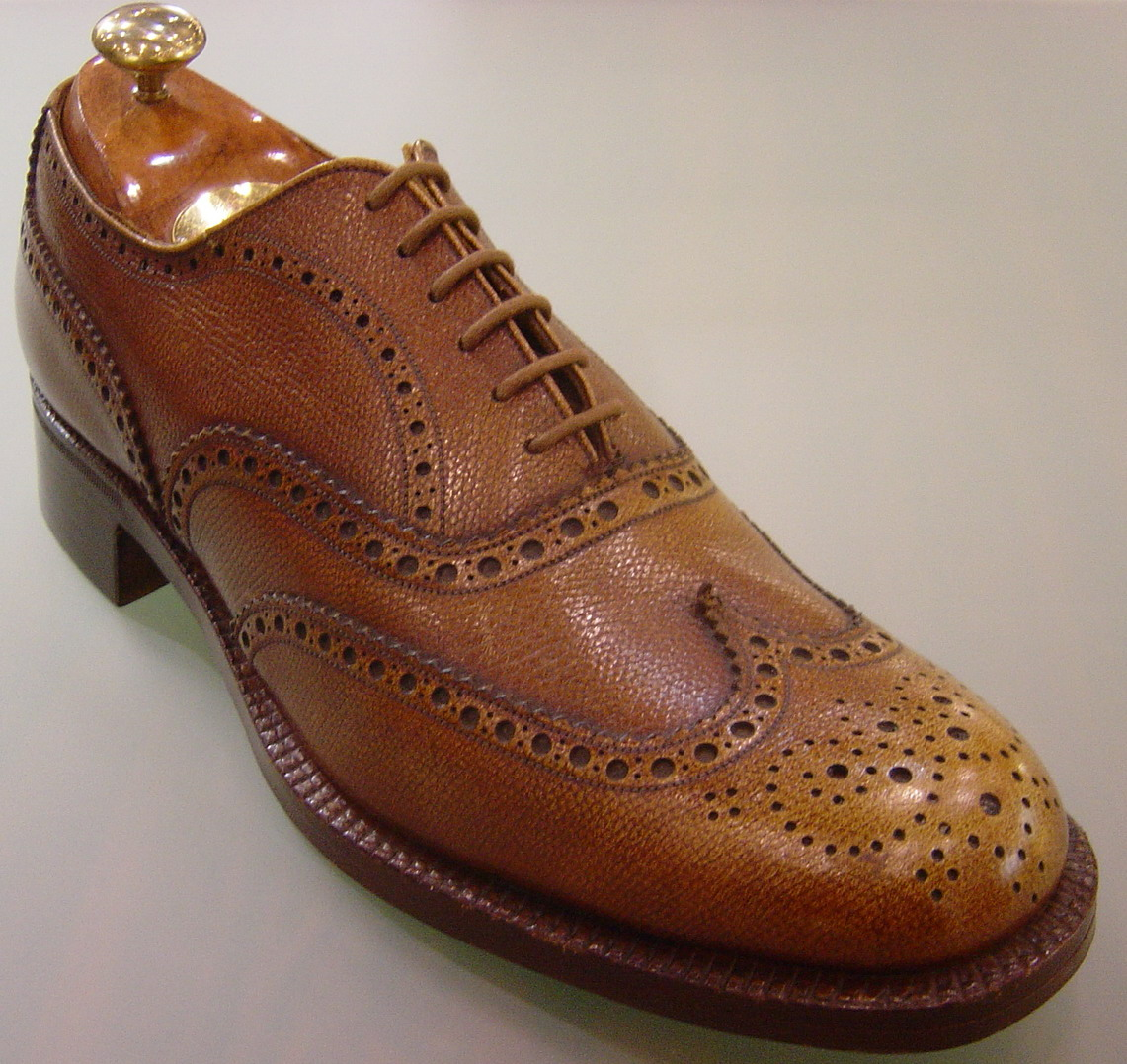
Brogue
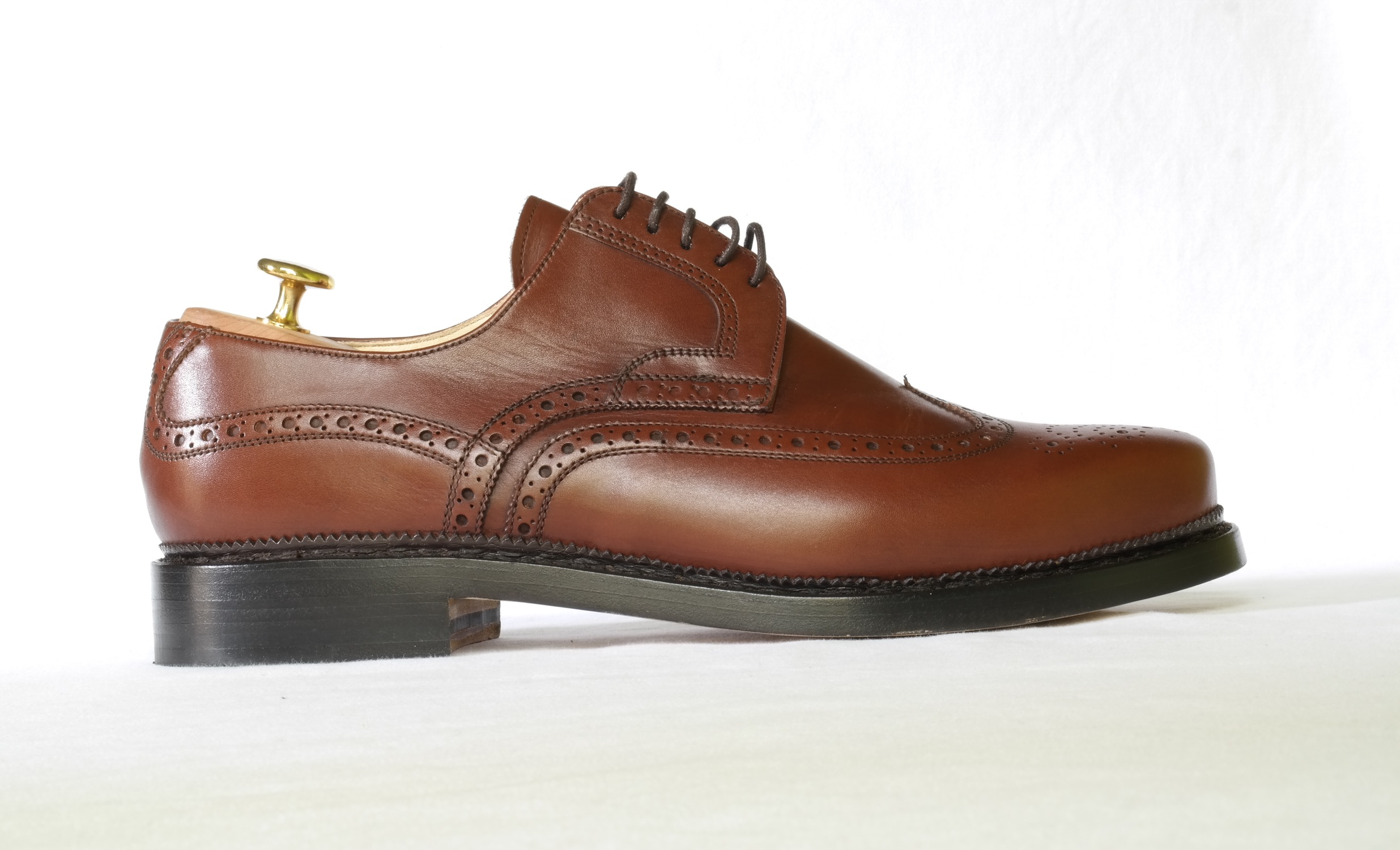
Budapester
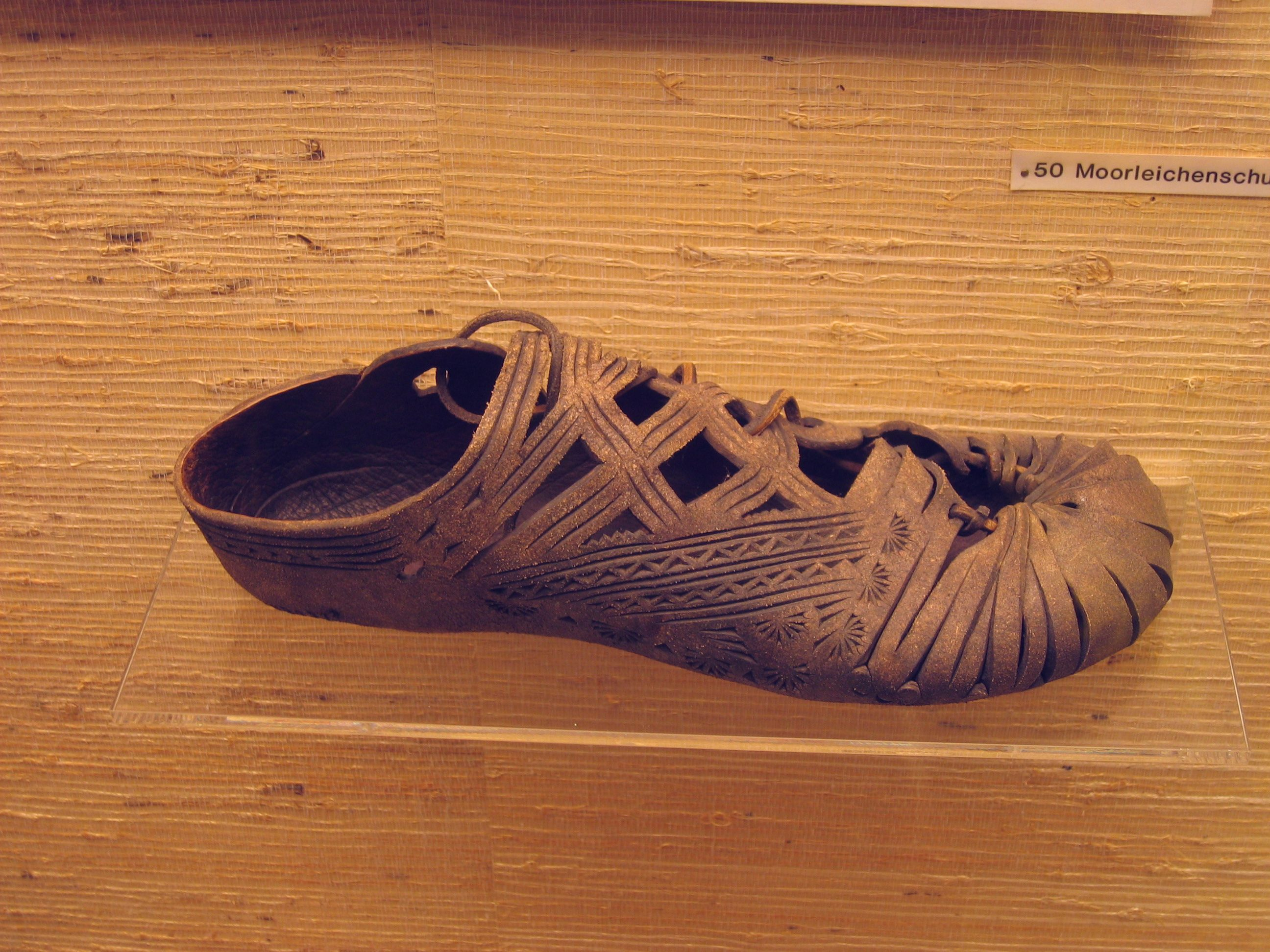
Bundschuh
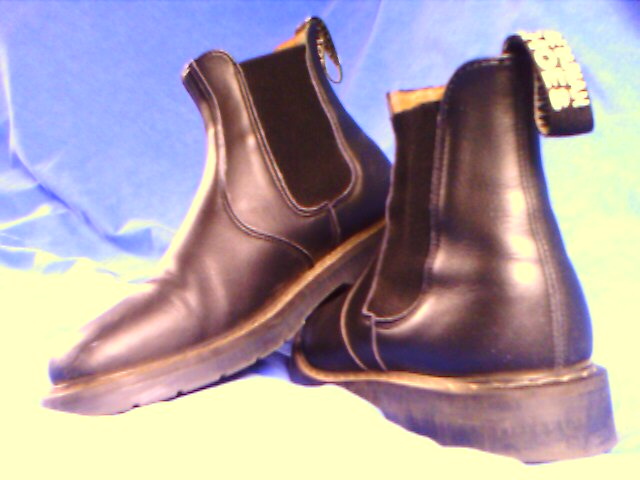
Chelsea-Boot
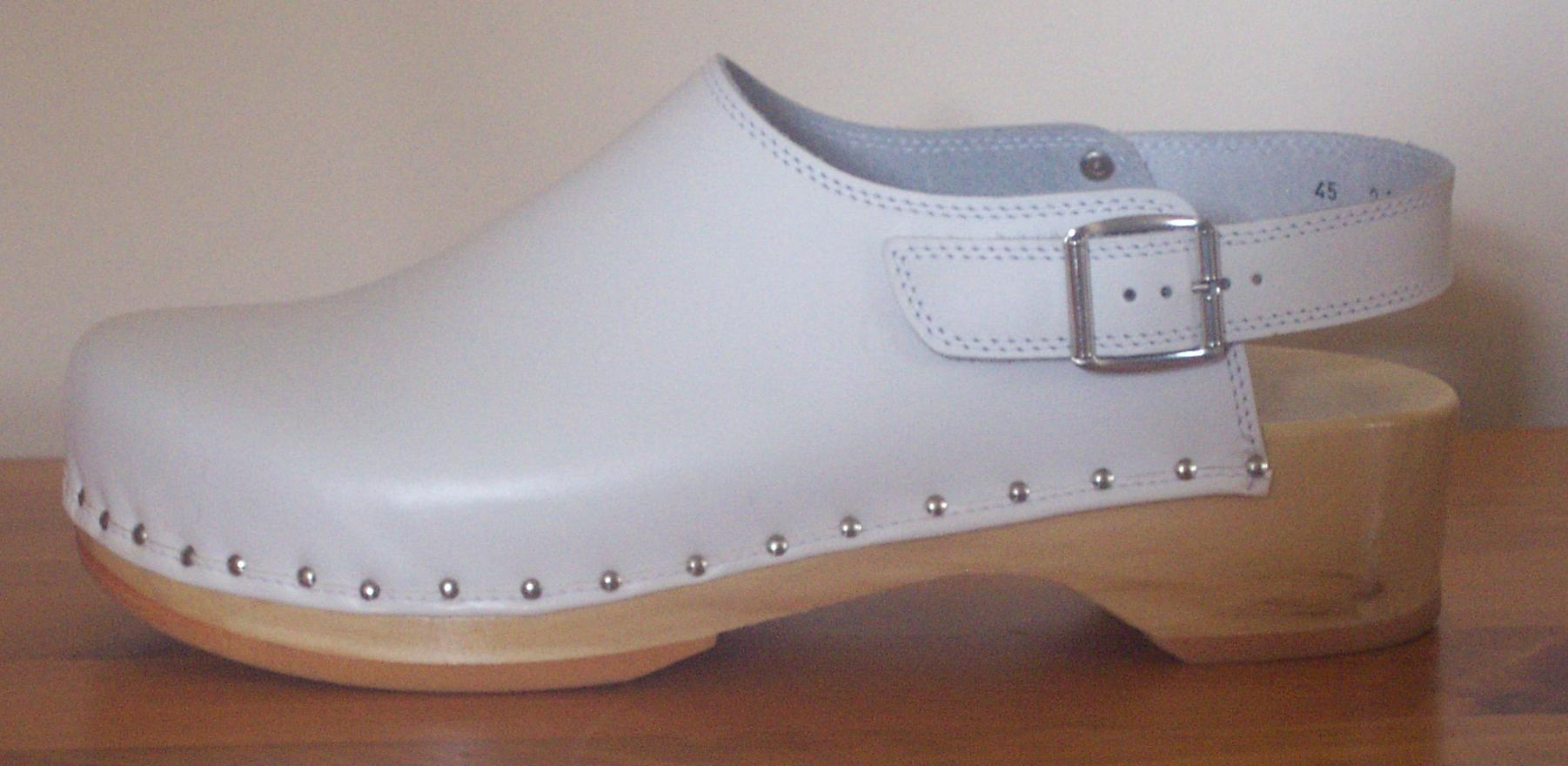
Clog
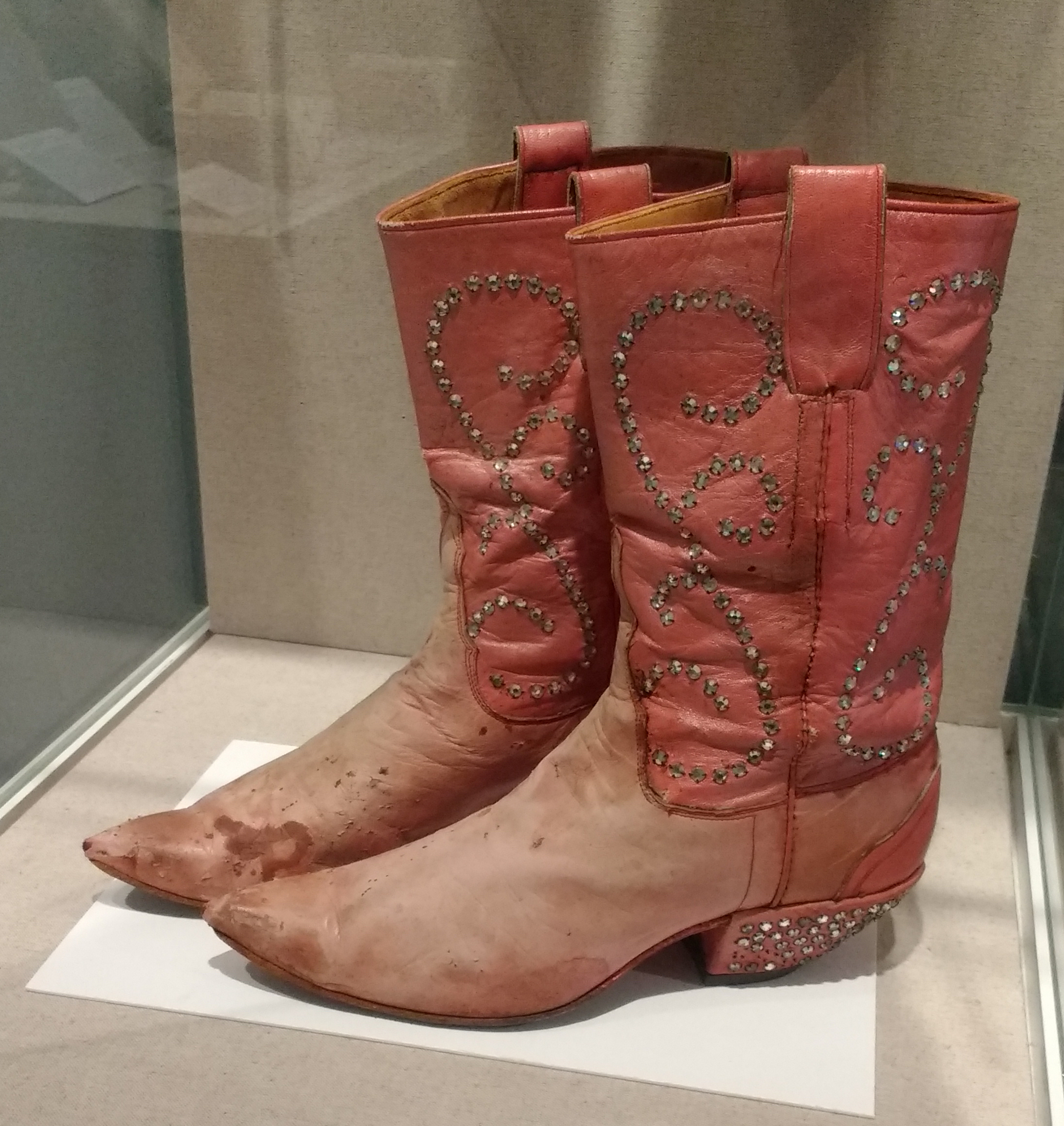
Cowboystiefel
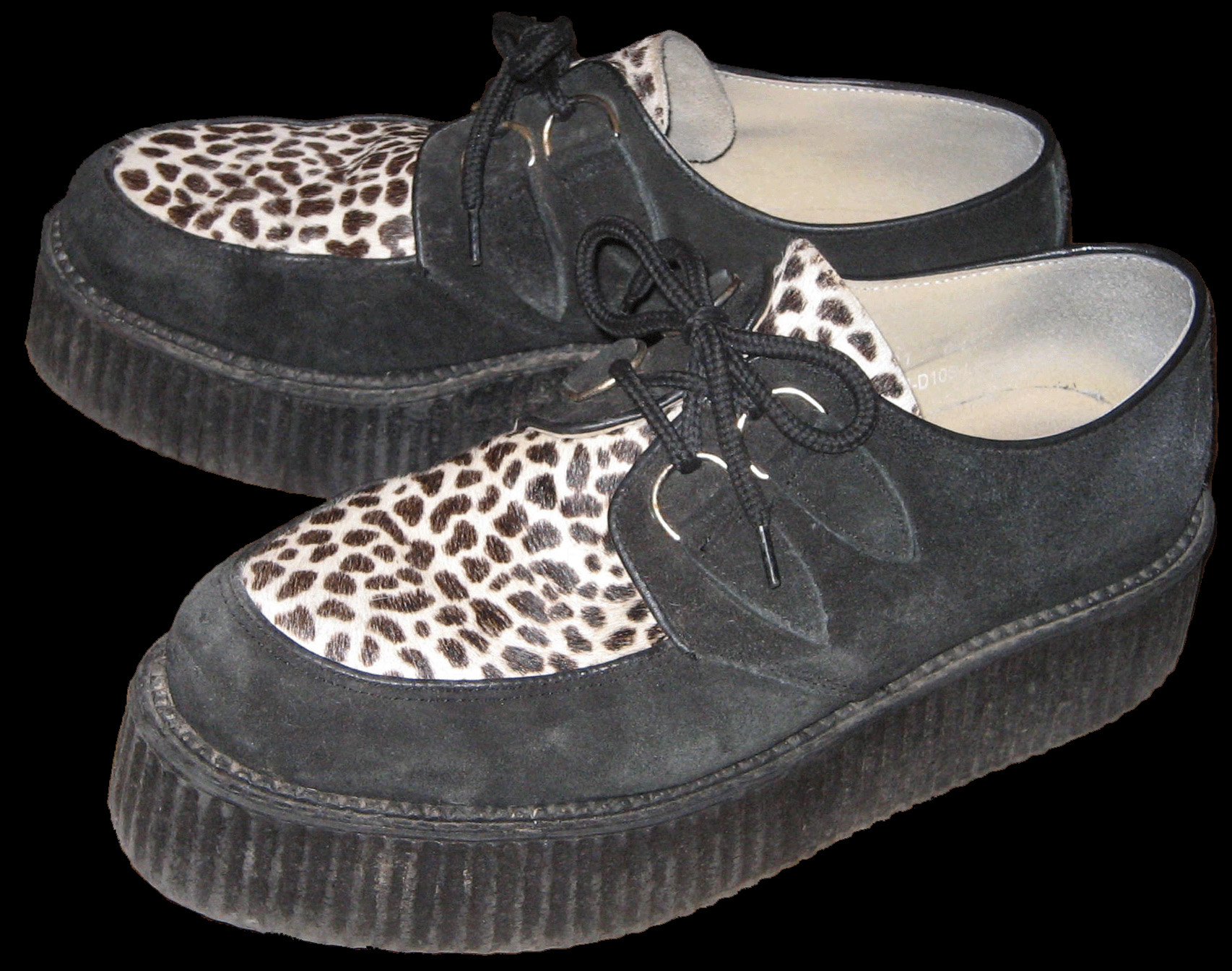
Creeper
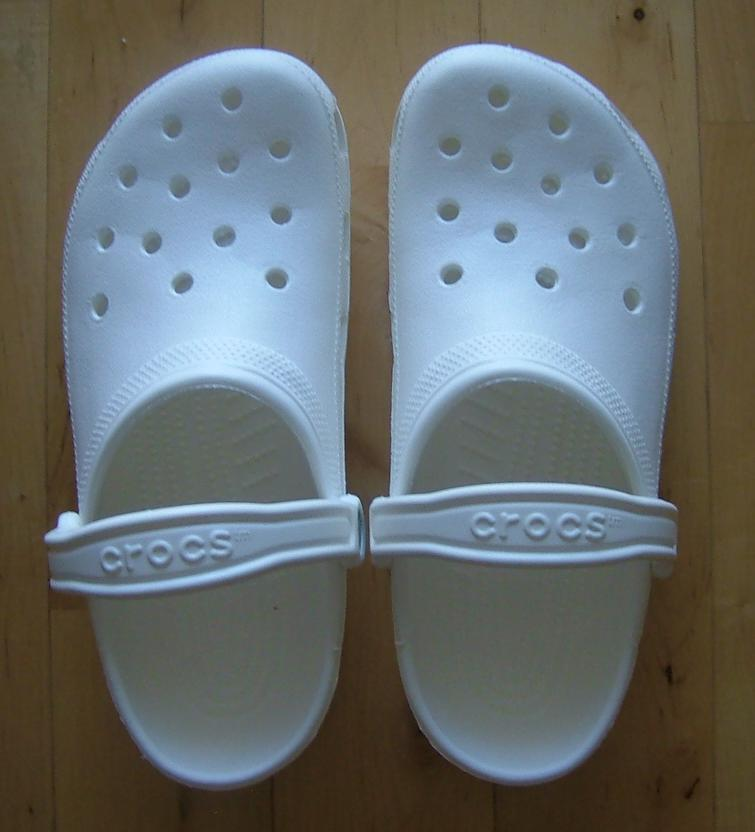
Croc
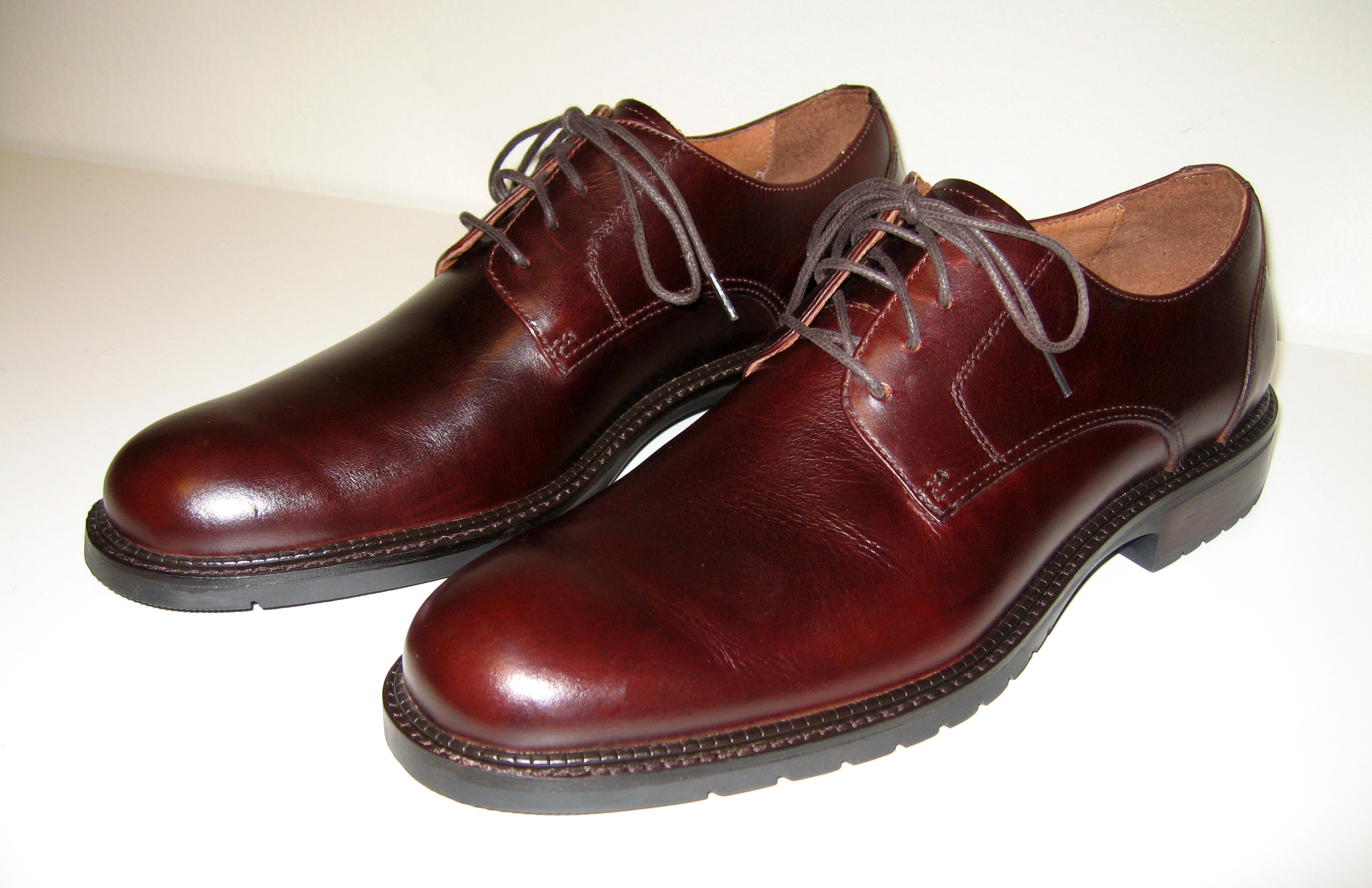
Derby
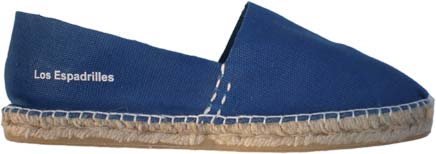
Espadrille
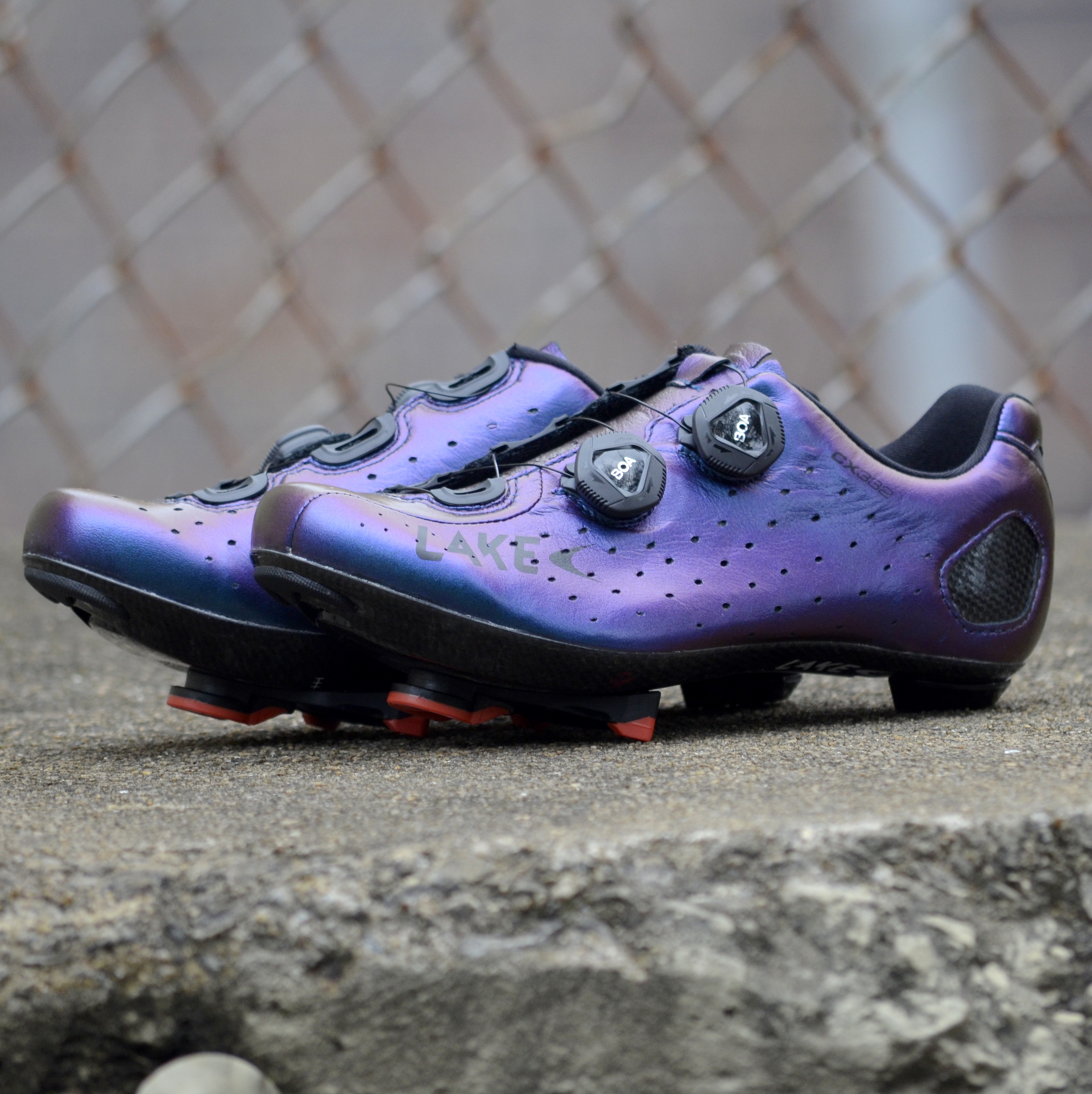
Fahrradschuh
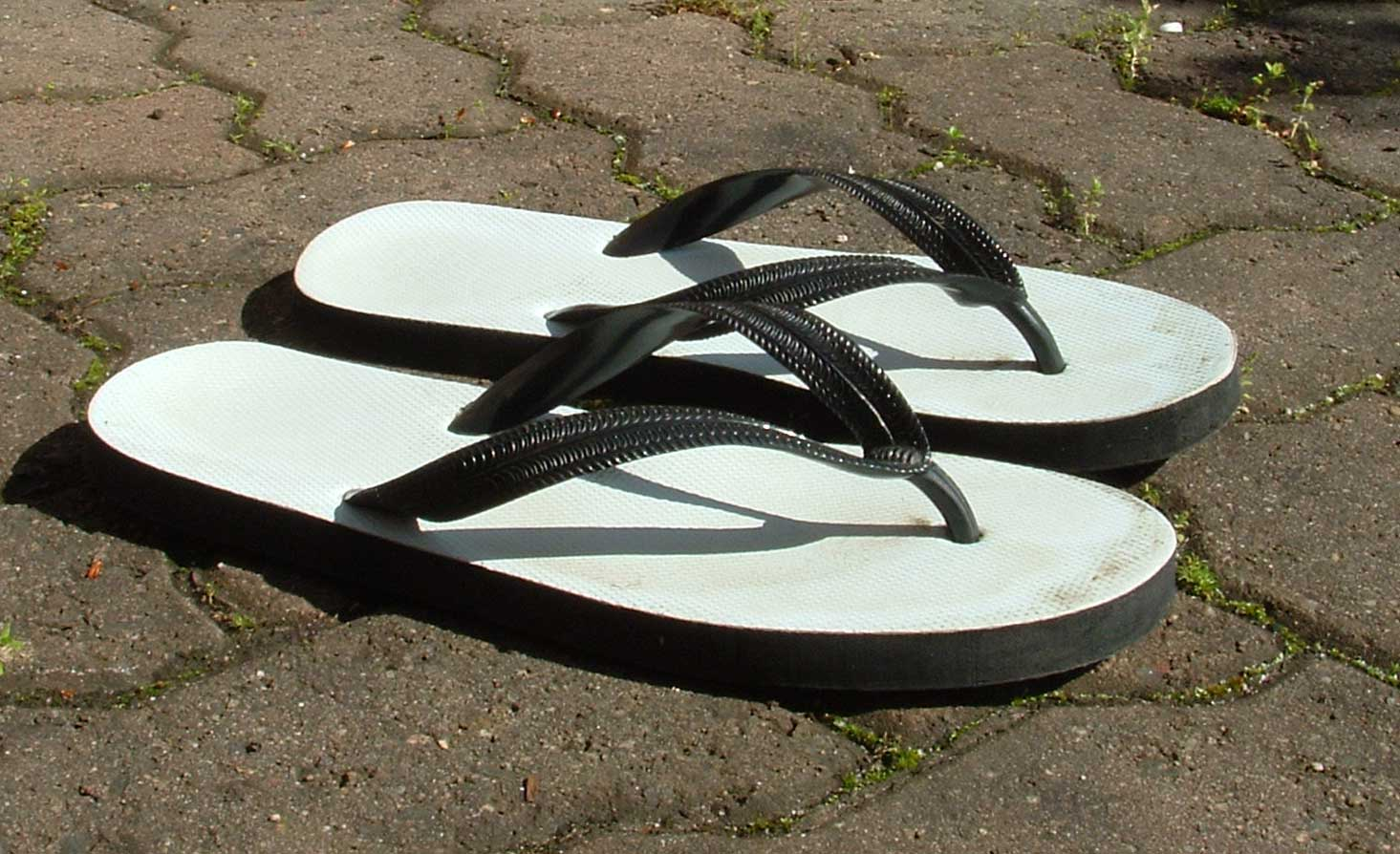
Flip-Flop
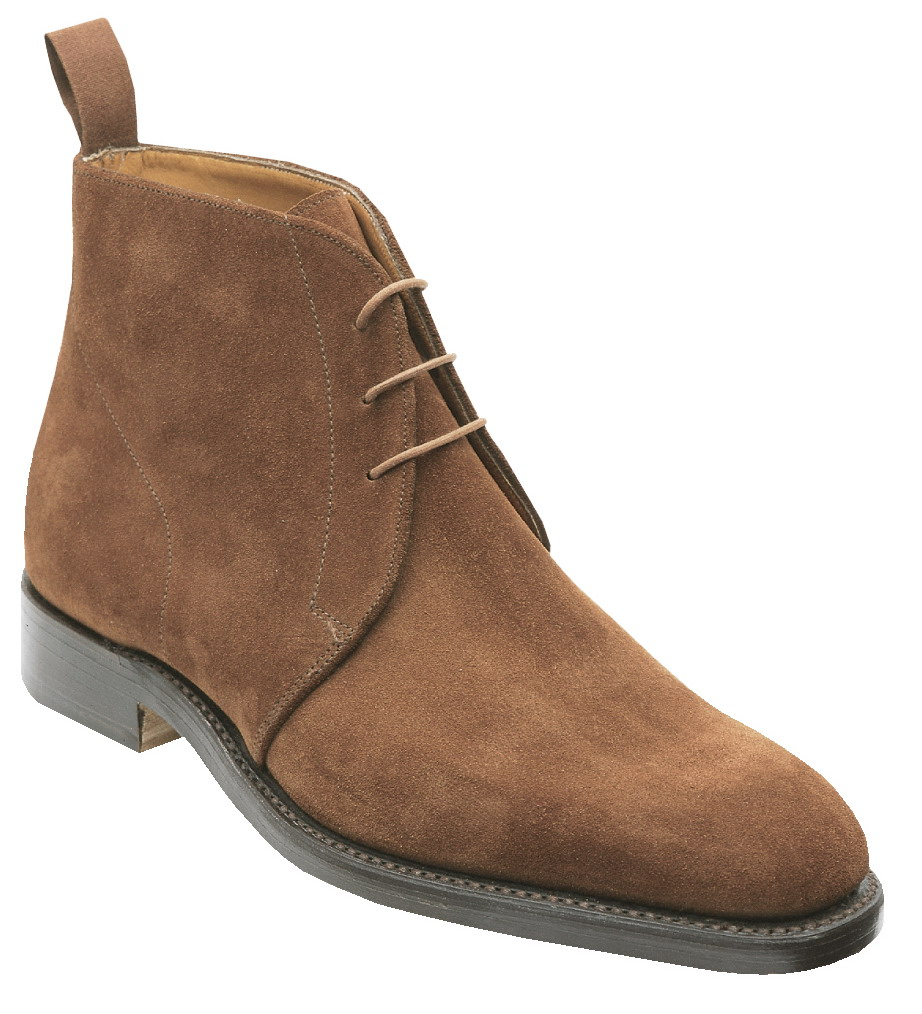
George-Boot
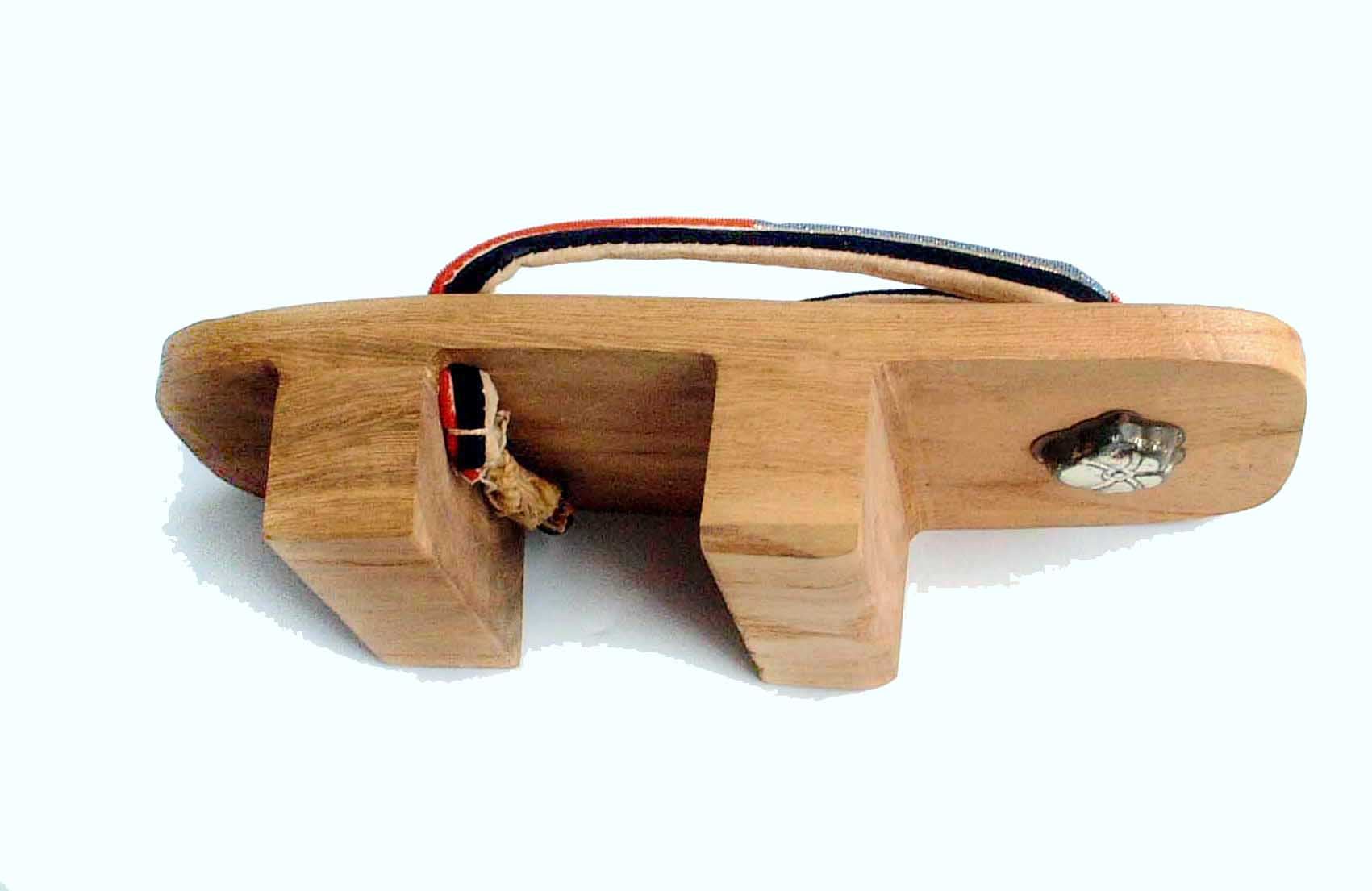
Geta-Schuh
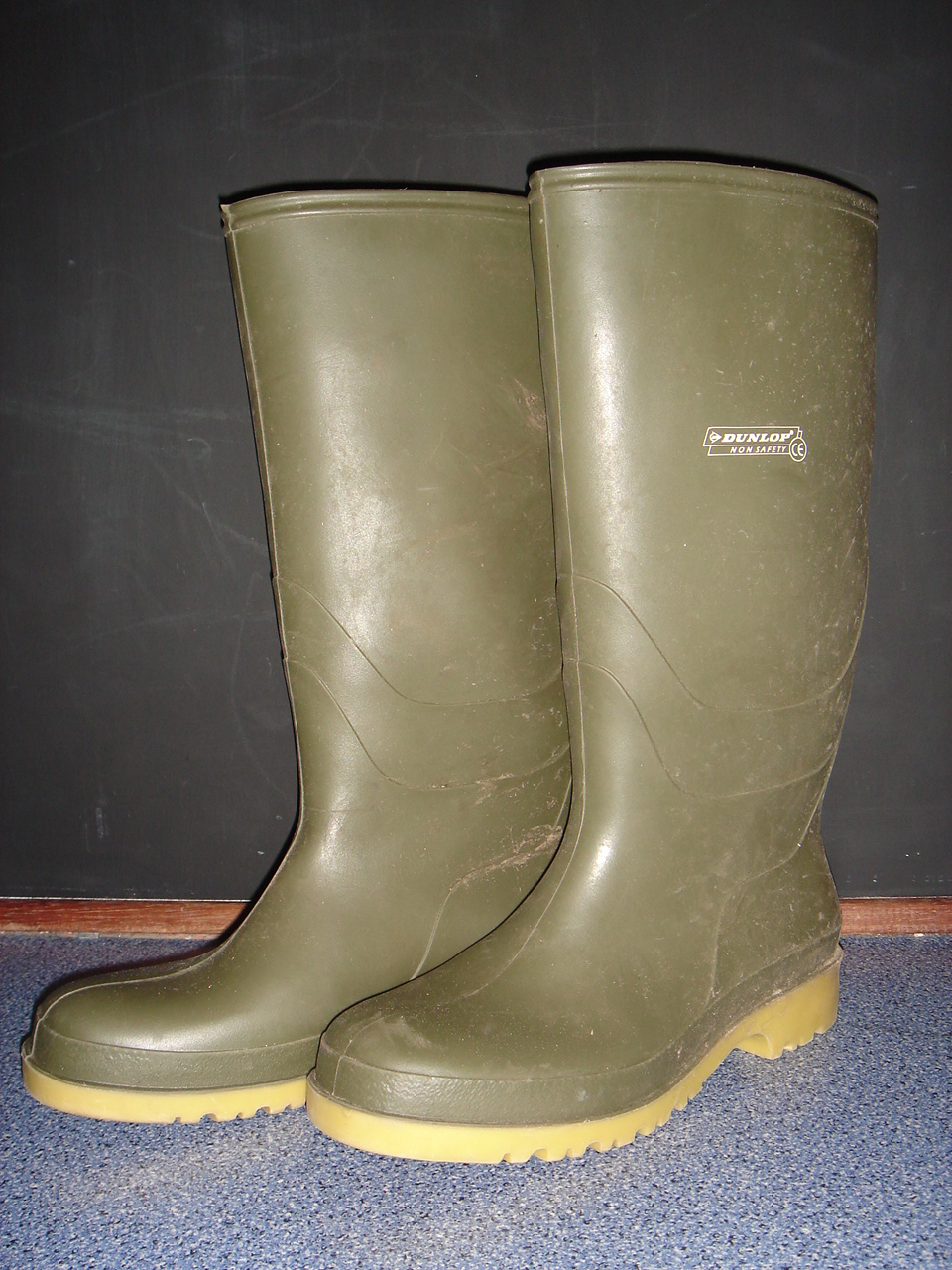
Gummistiefel
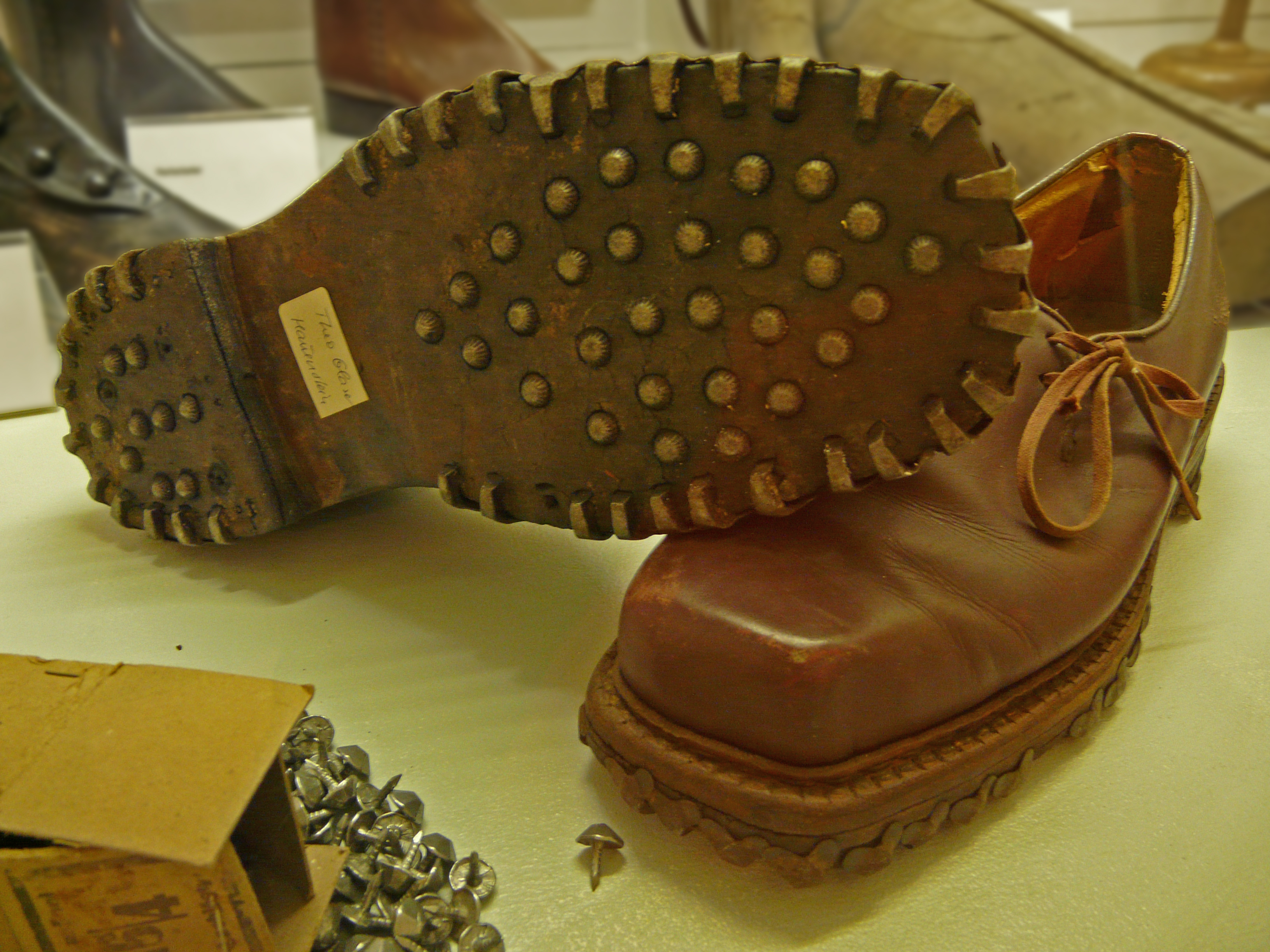
Haferlschuh
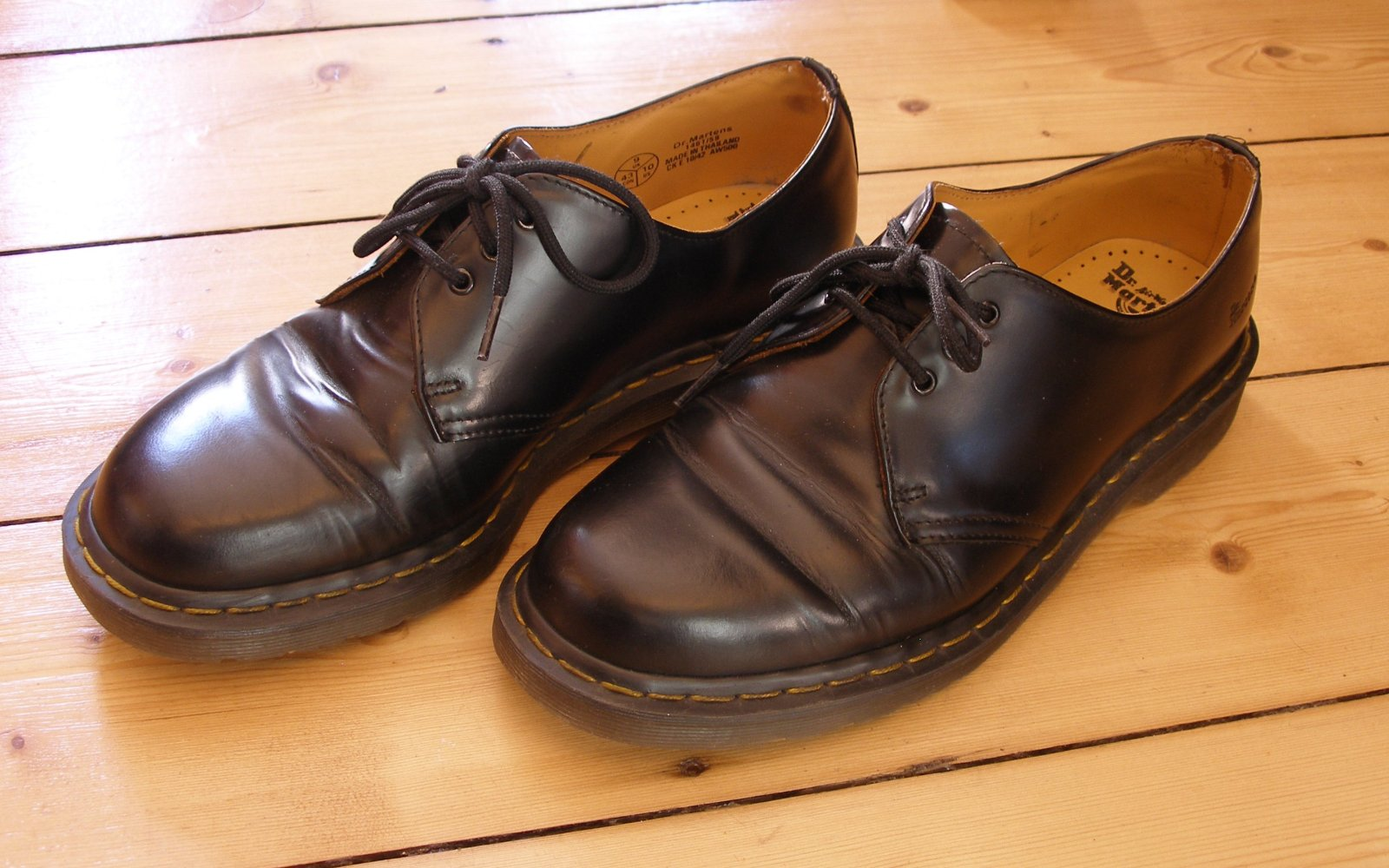
Halbschuh
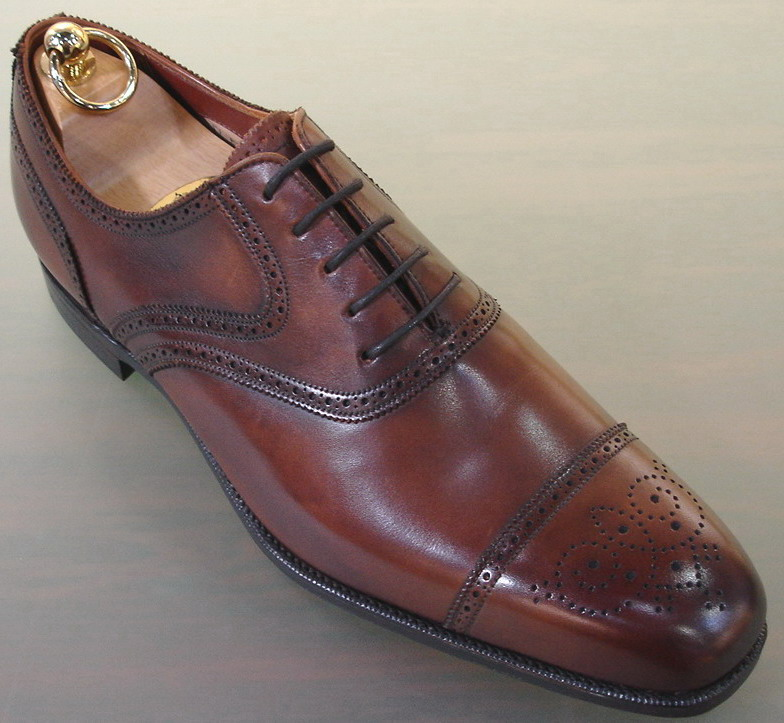
Halfbrogue
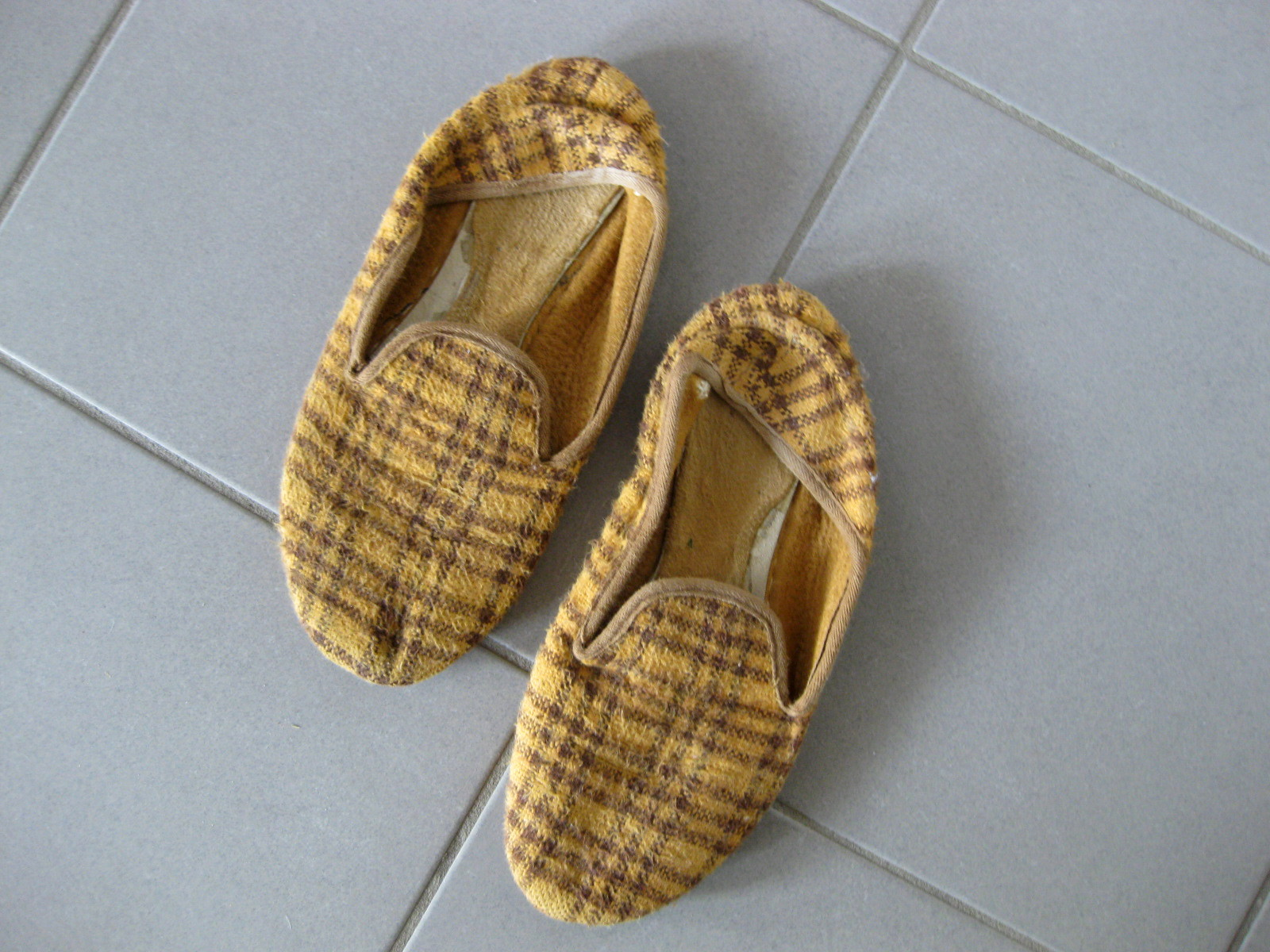
Hausschuh
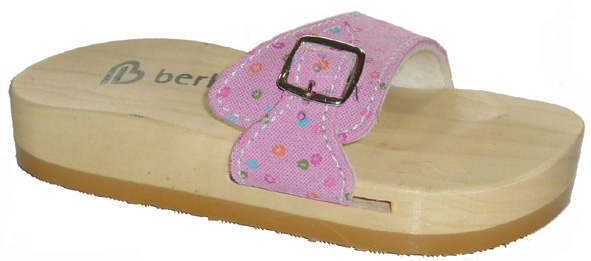
Holzsandale
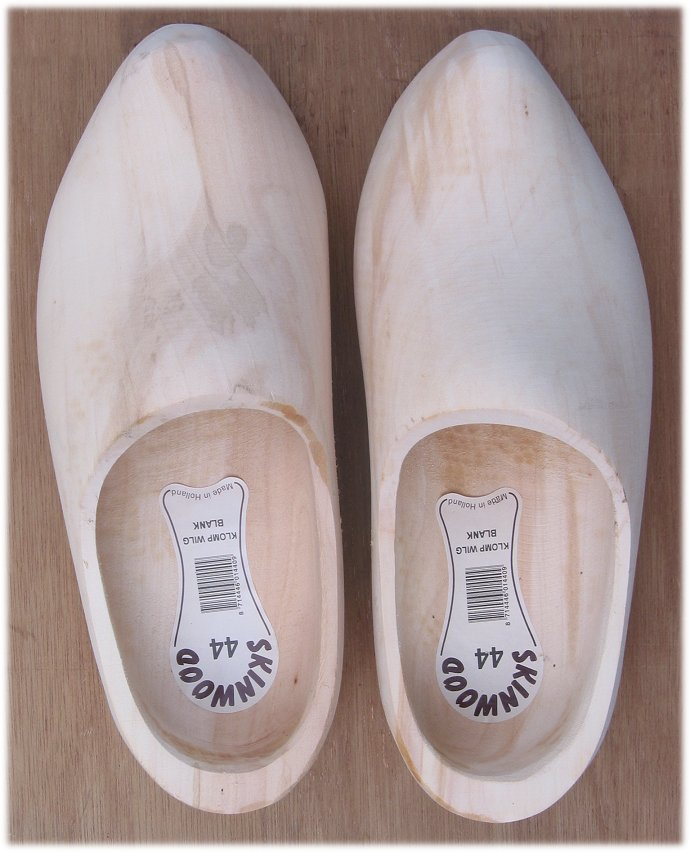
Holzschuh
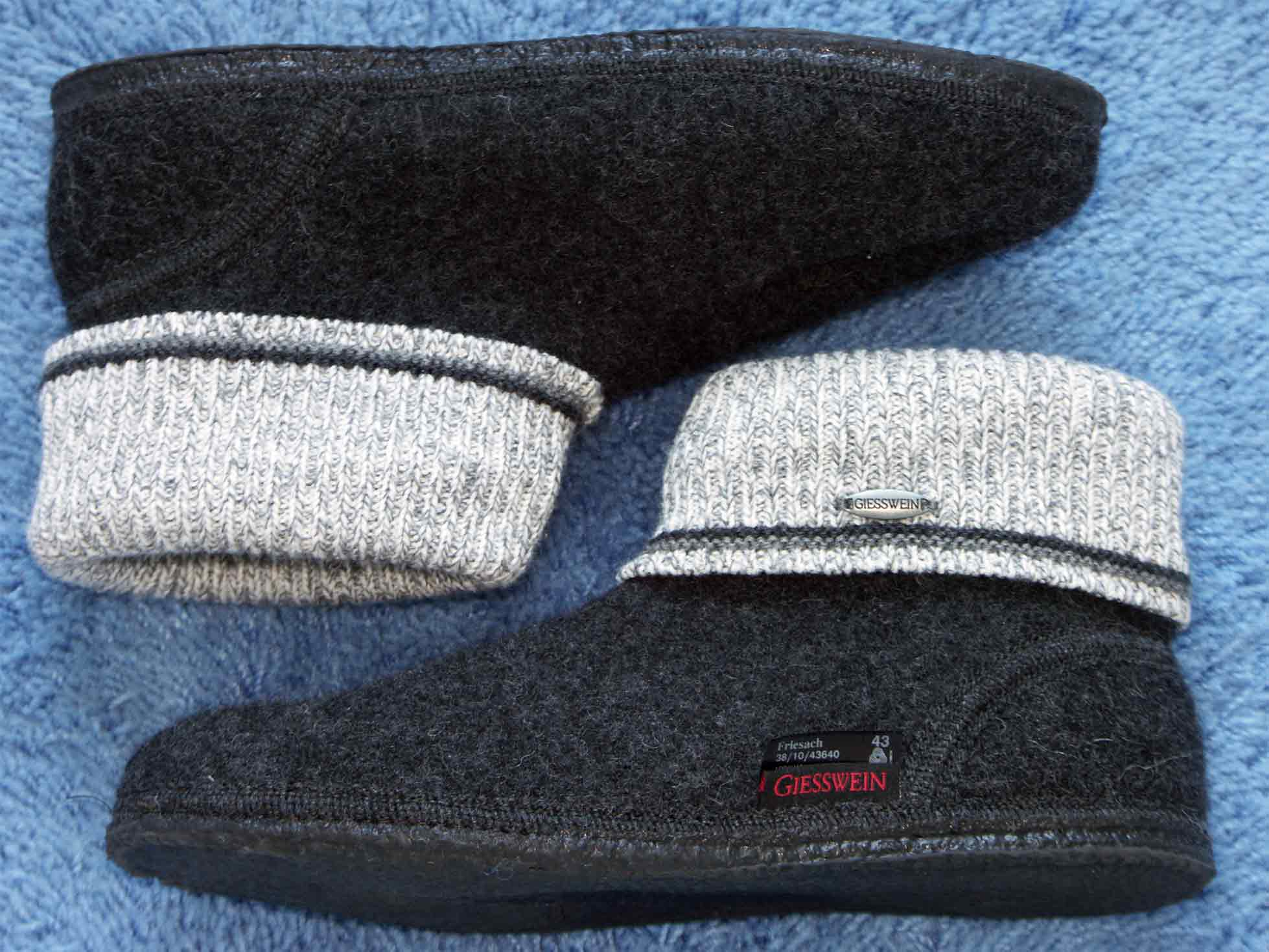
Hüttenschuh
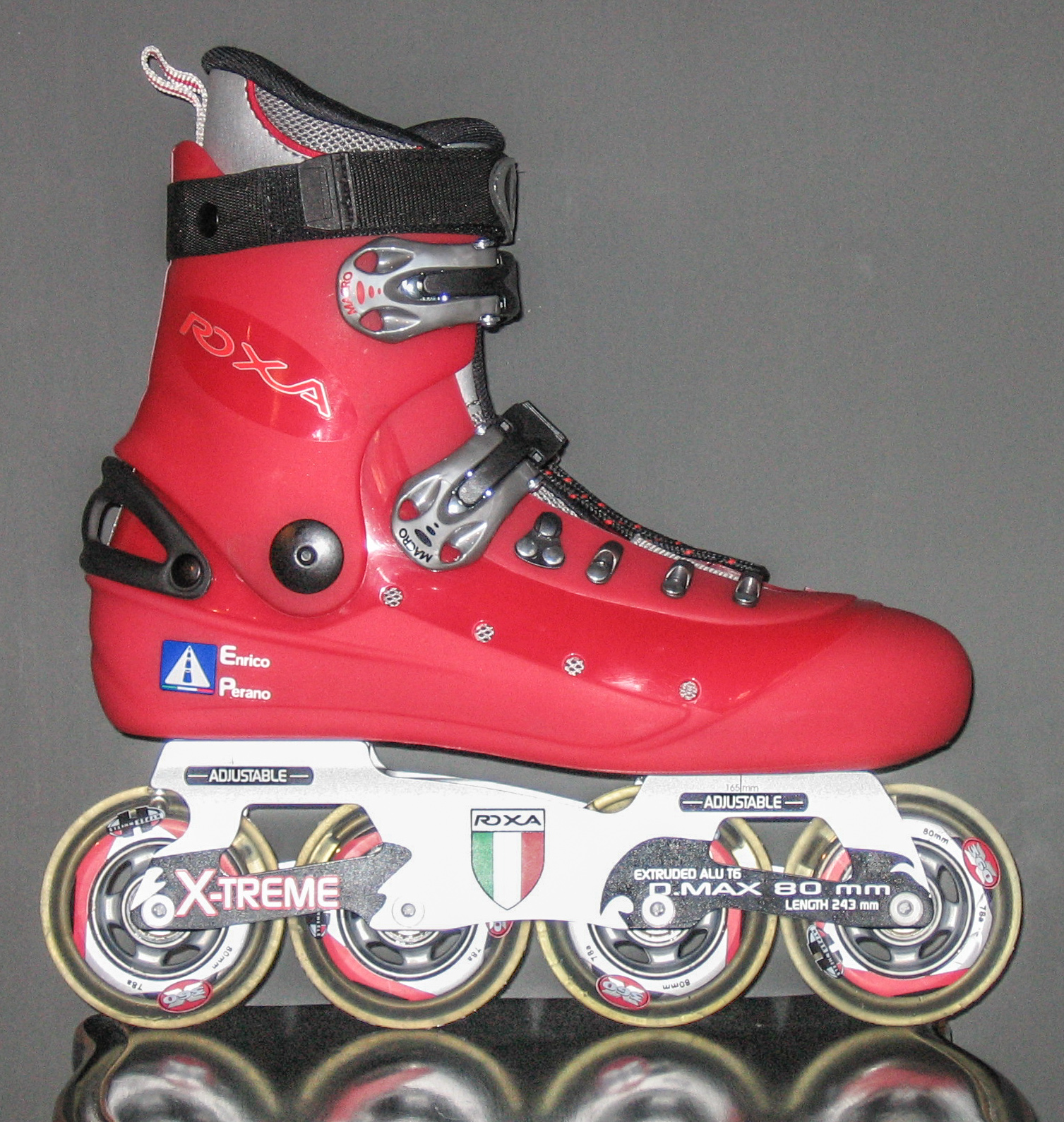
Inlineskate
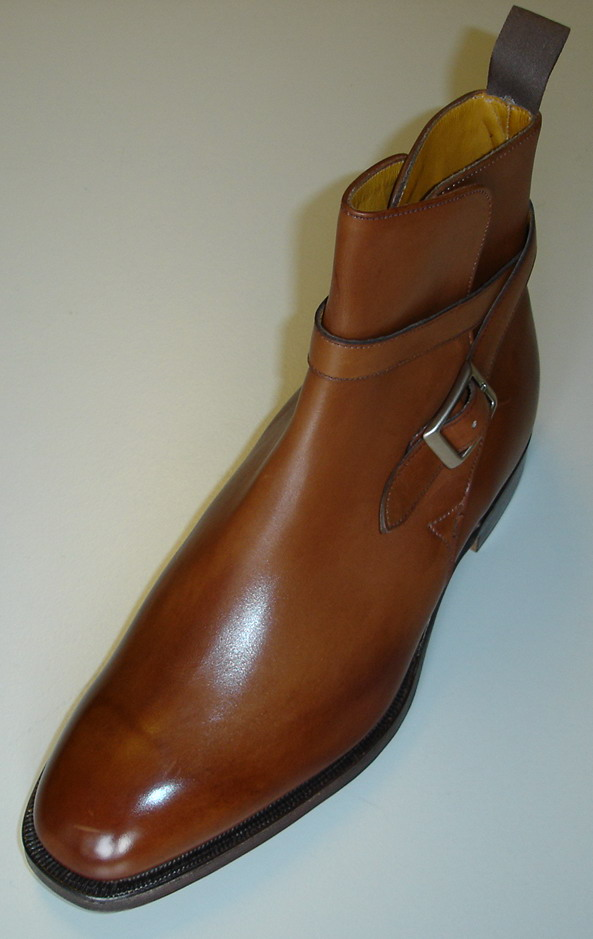
Jodhpur-Stiefel
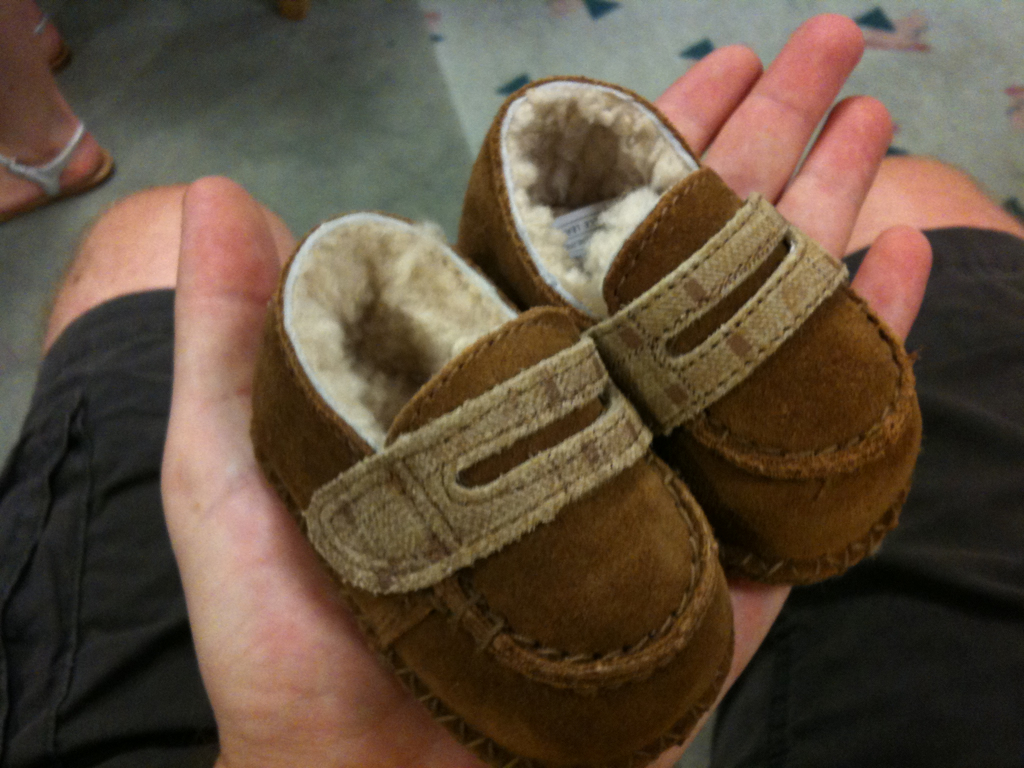
Kinderschuh
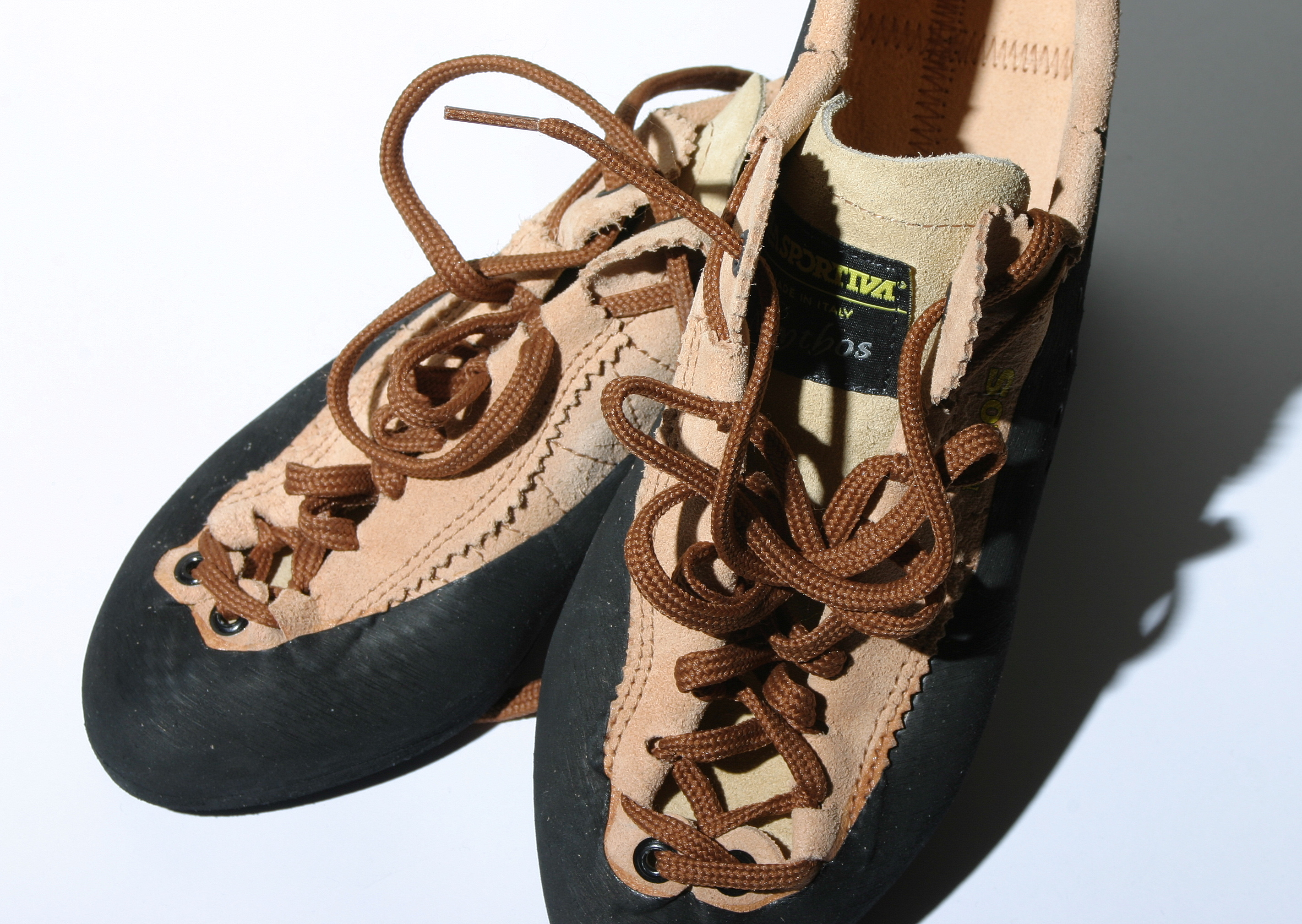
Kletterschuh
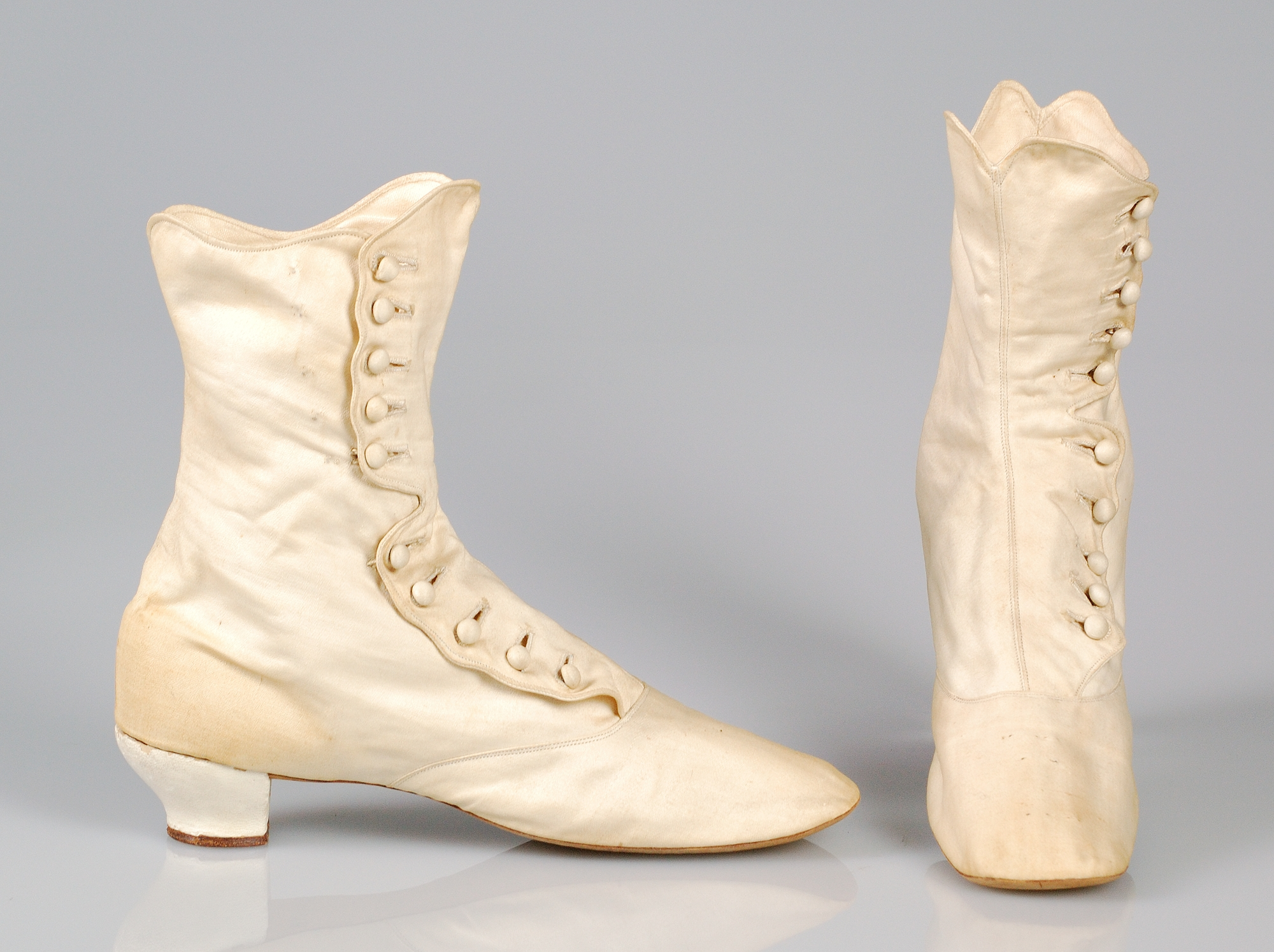
Knopf-Stiefel
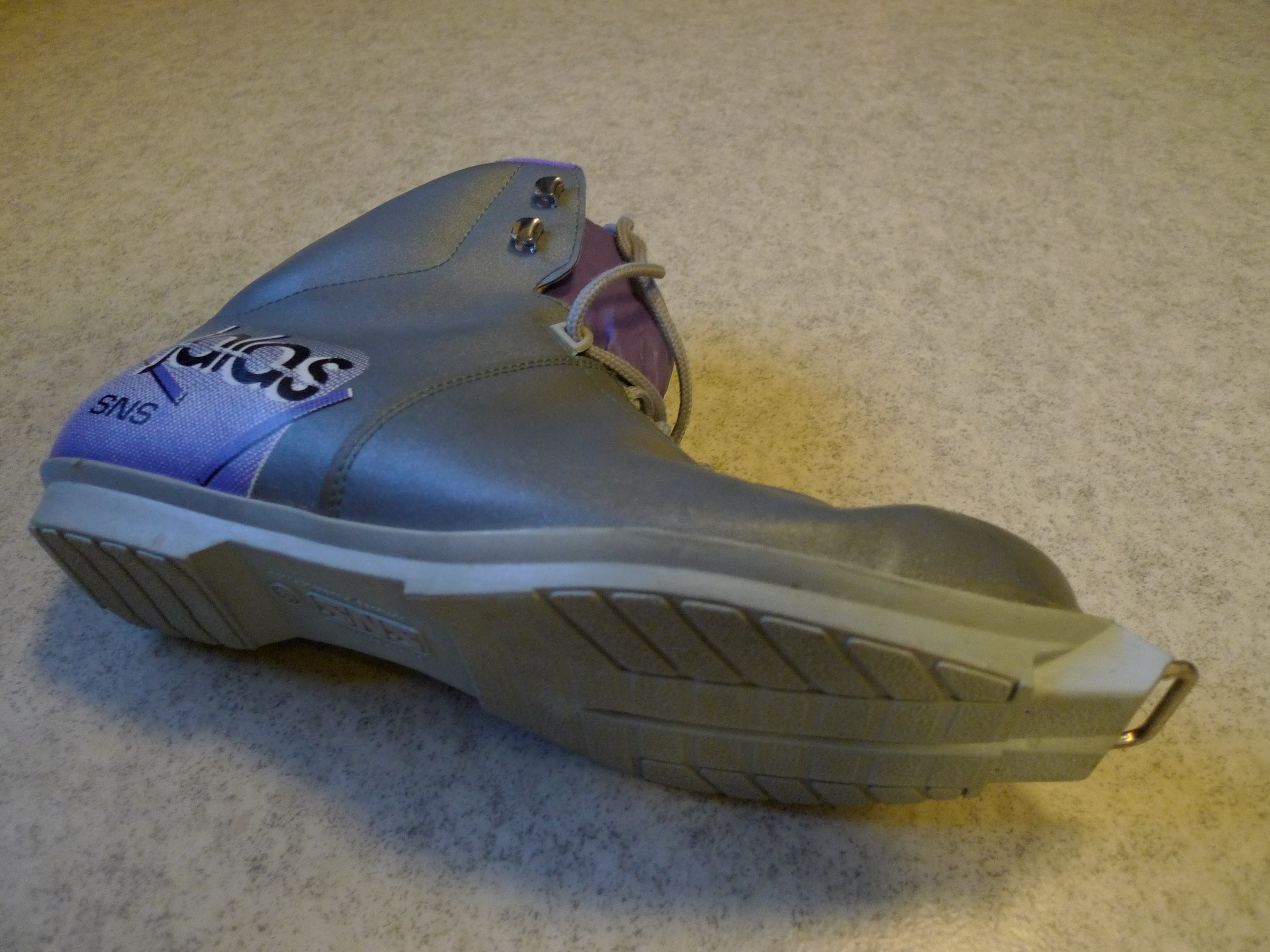
Langlaufschuh
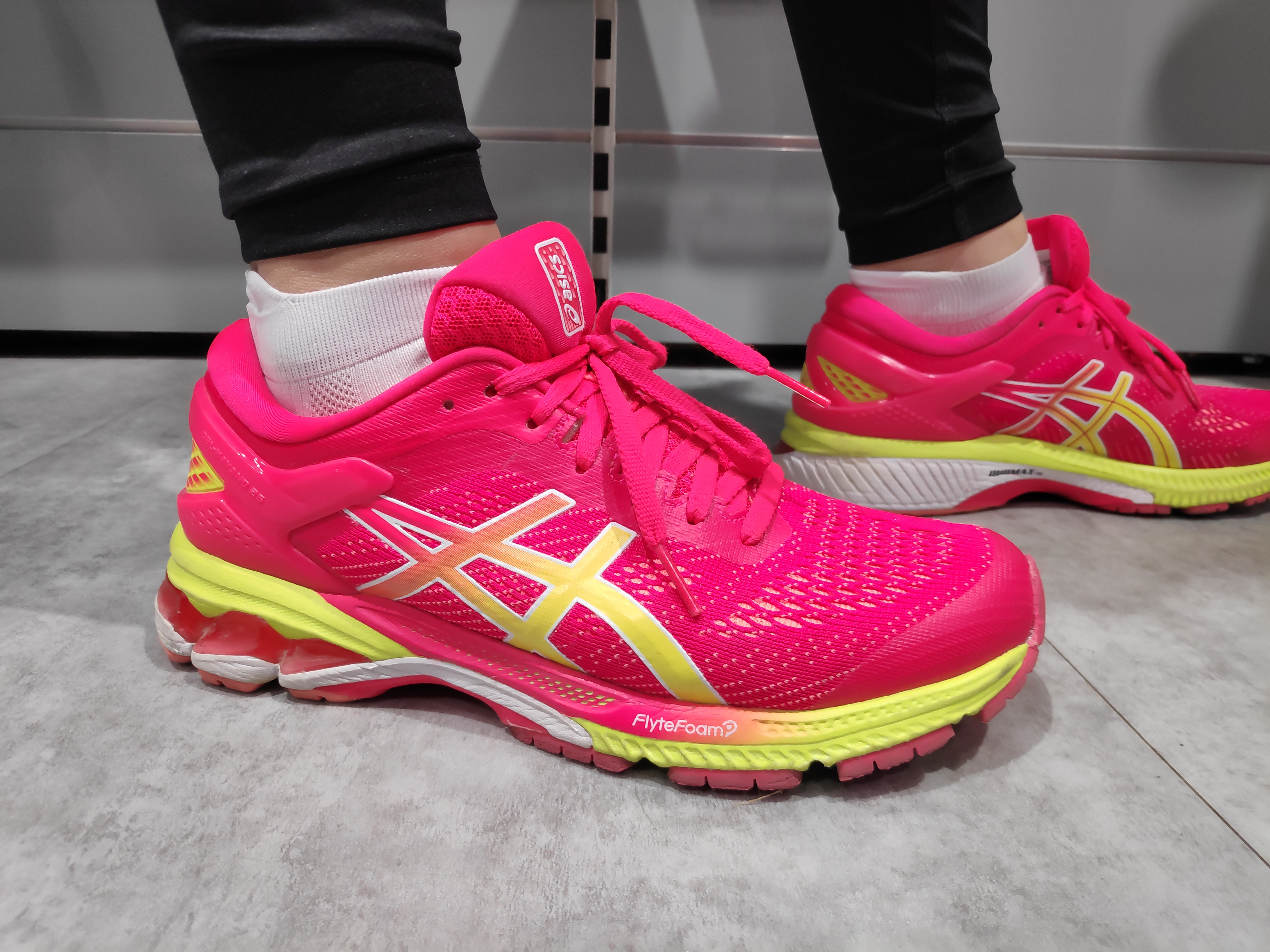
Laufschuh
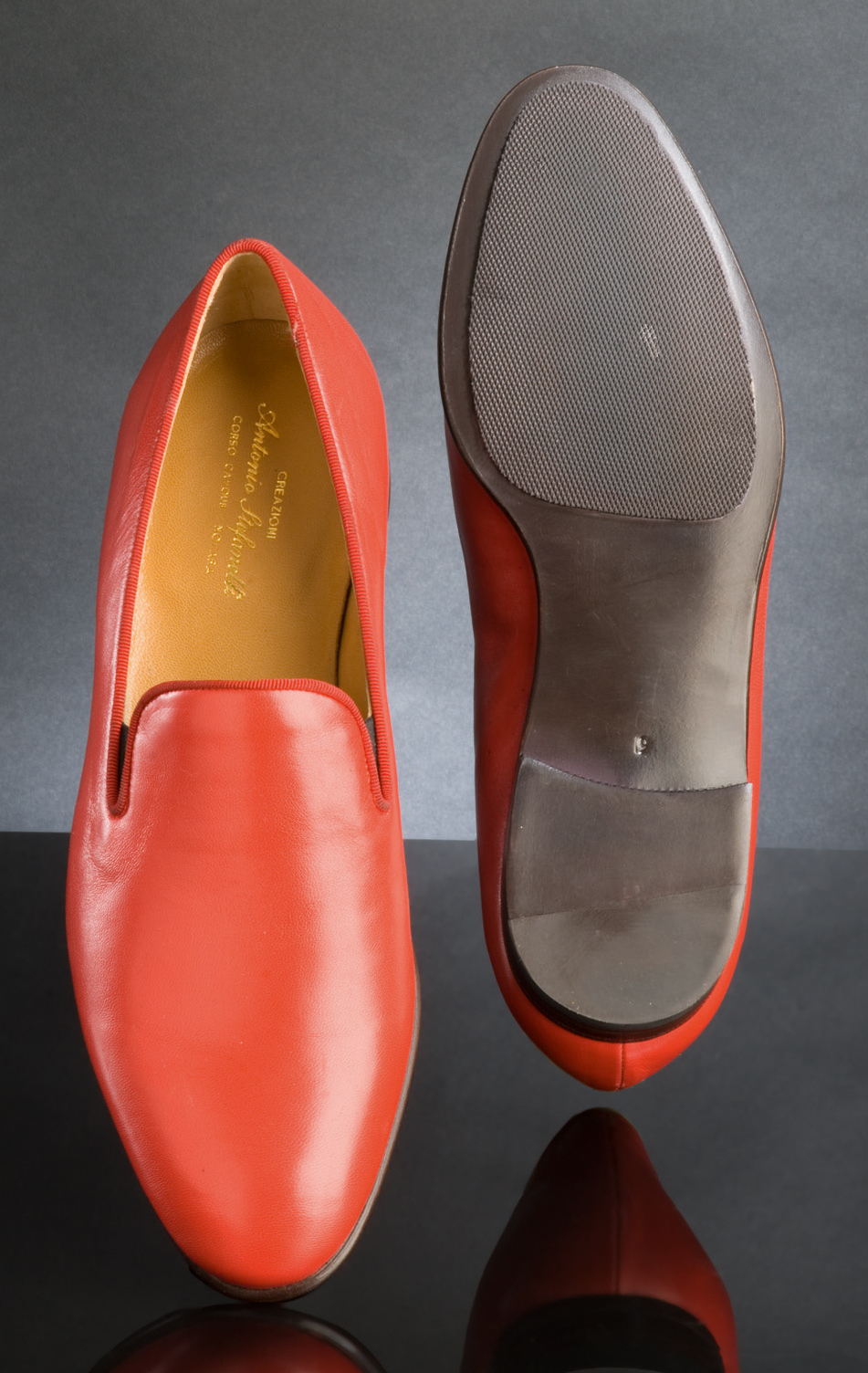
Loafer
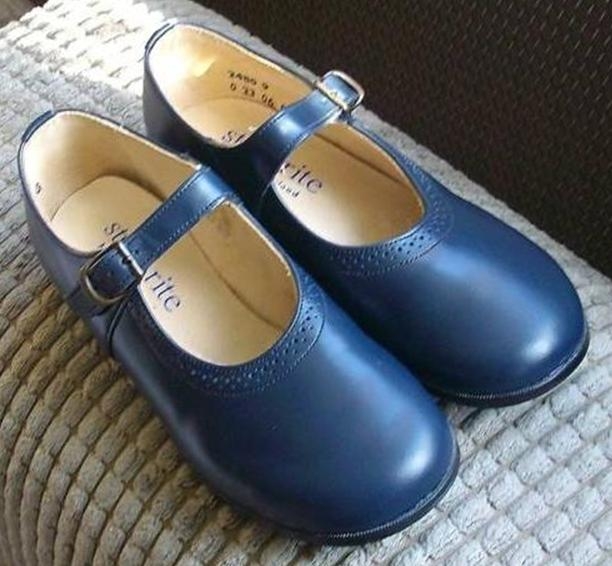
Mary Jane
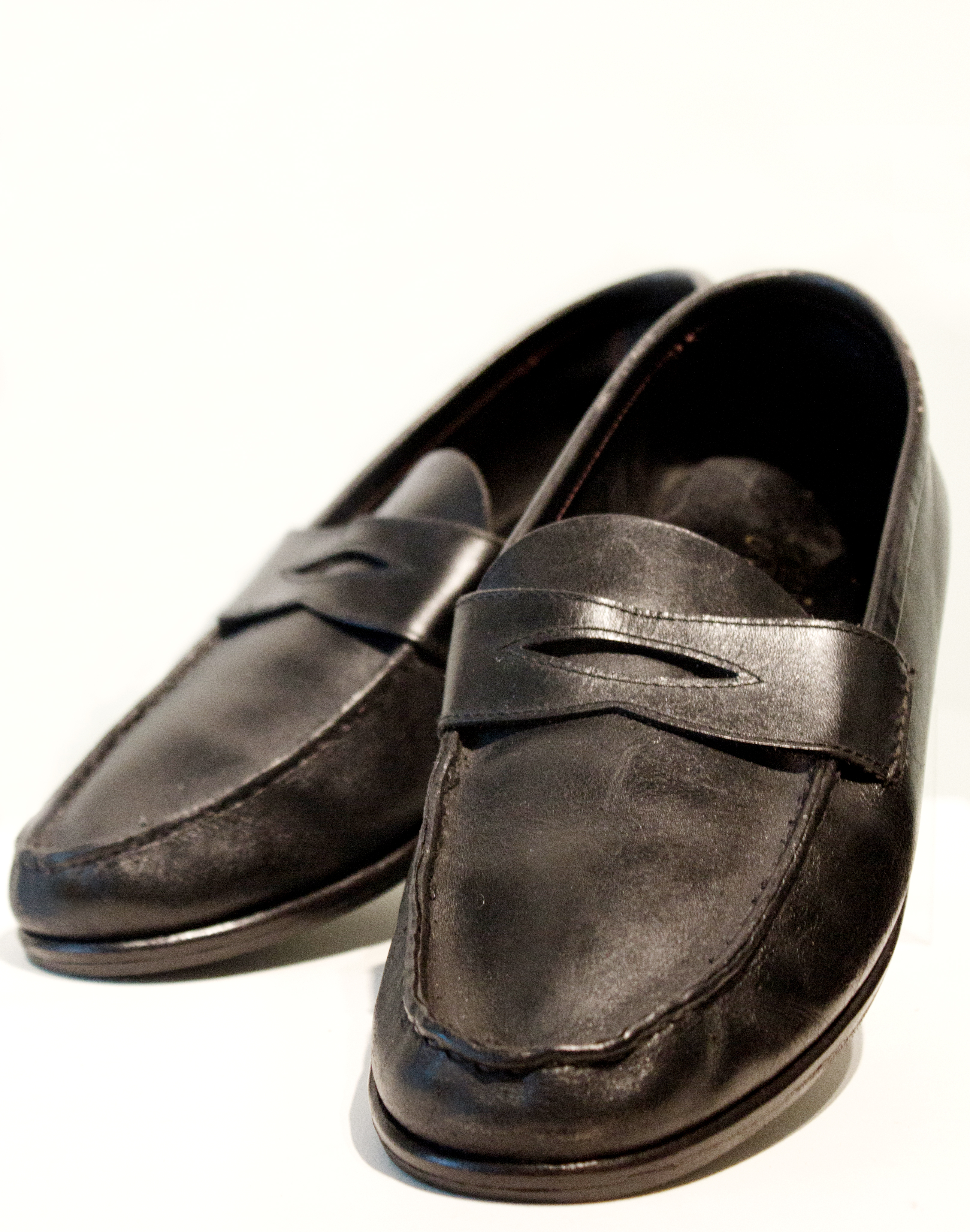
Mokassin
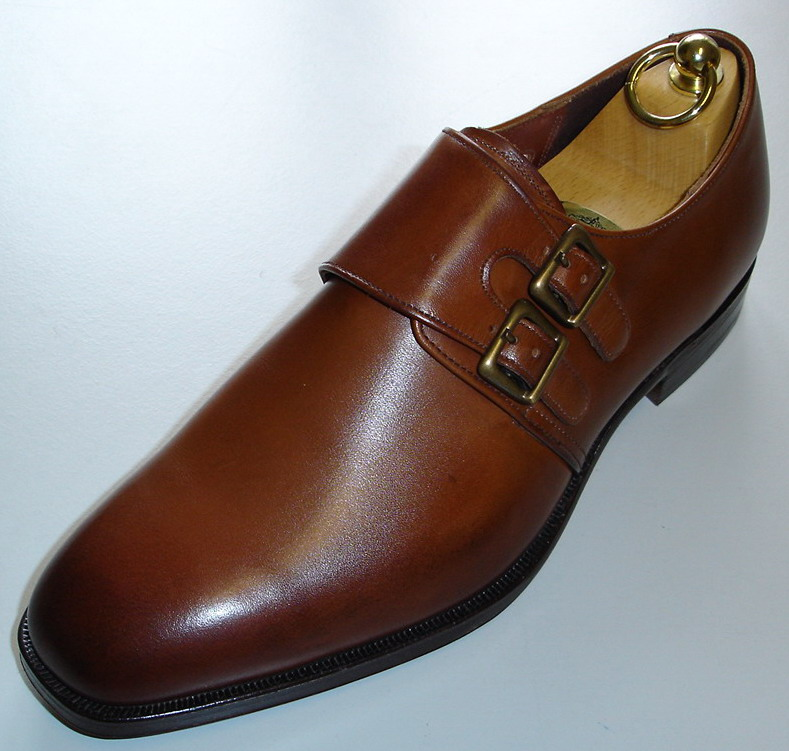
Monkstrap
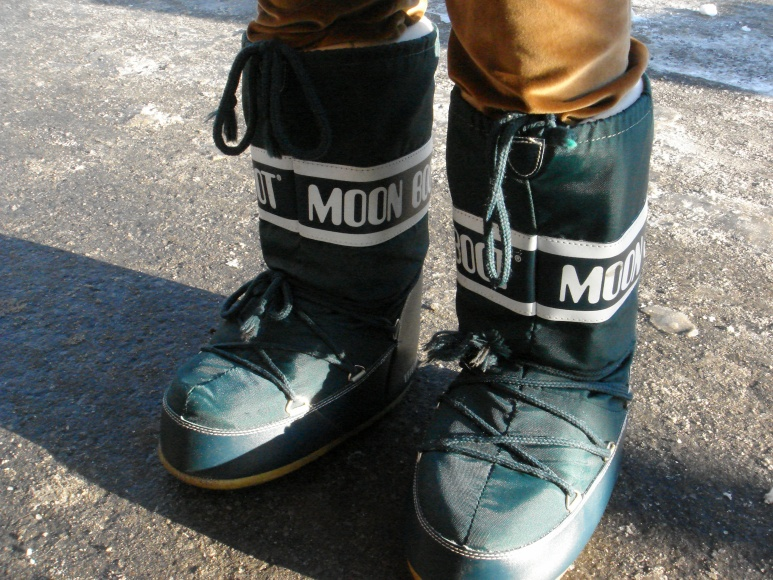
Moon Boot
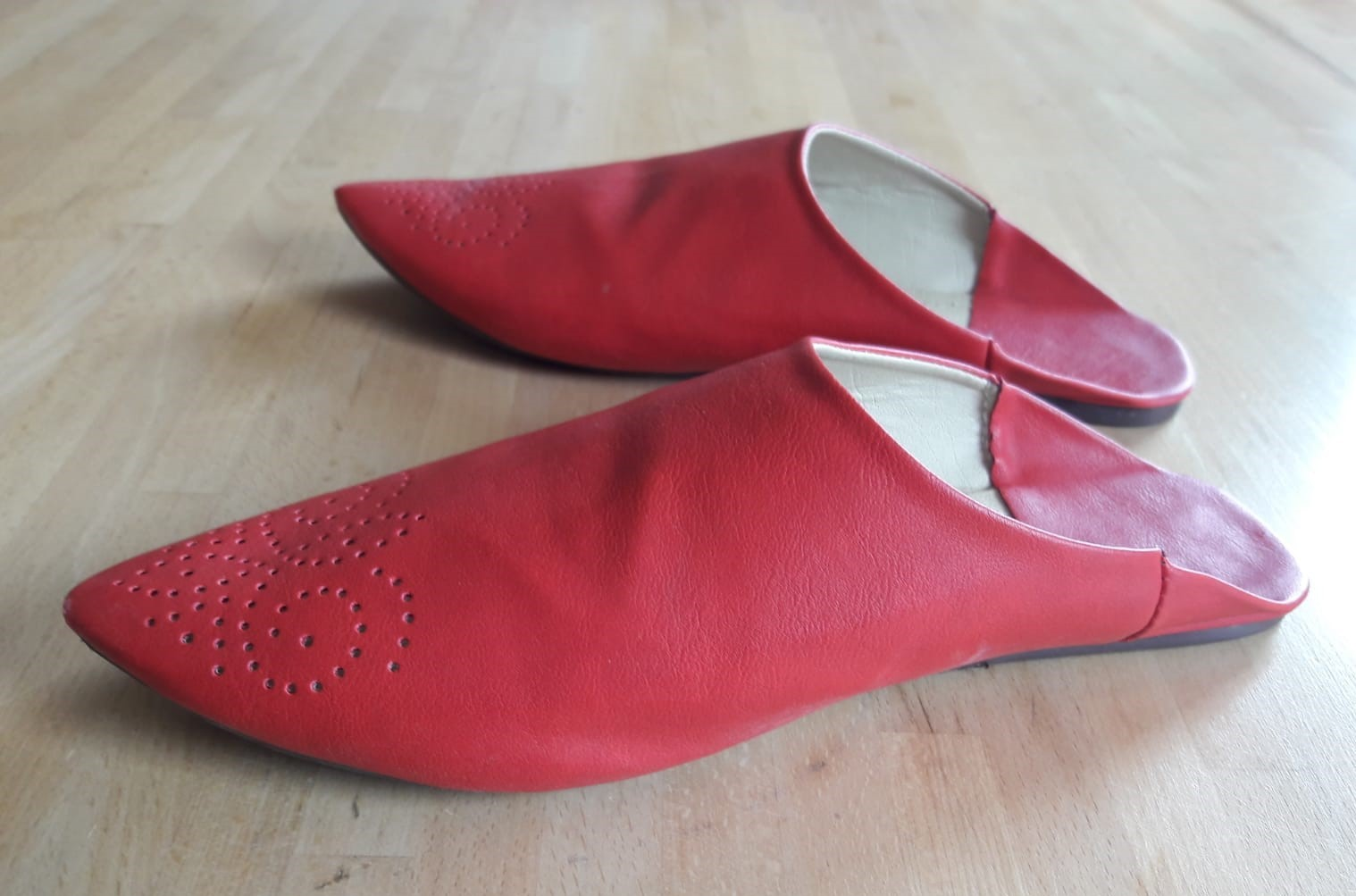
Mule
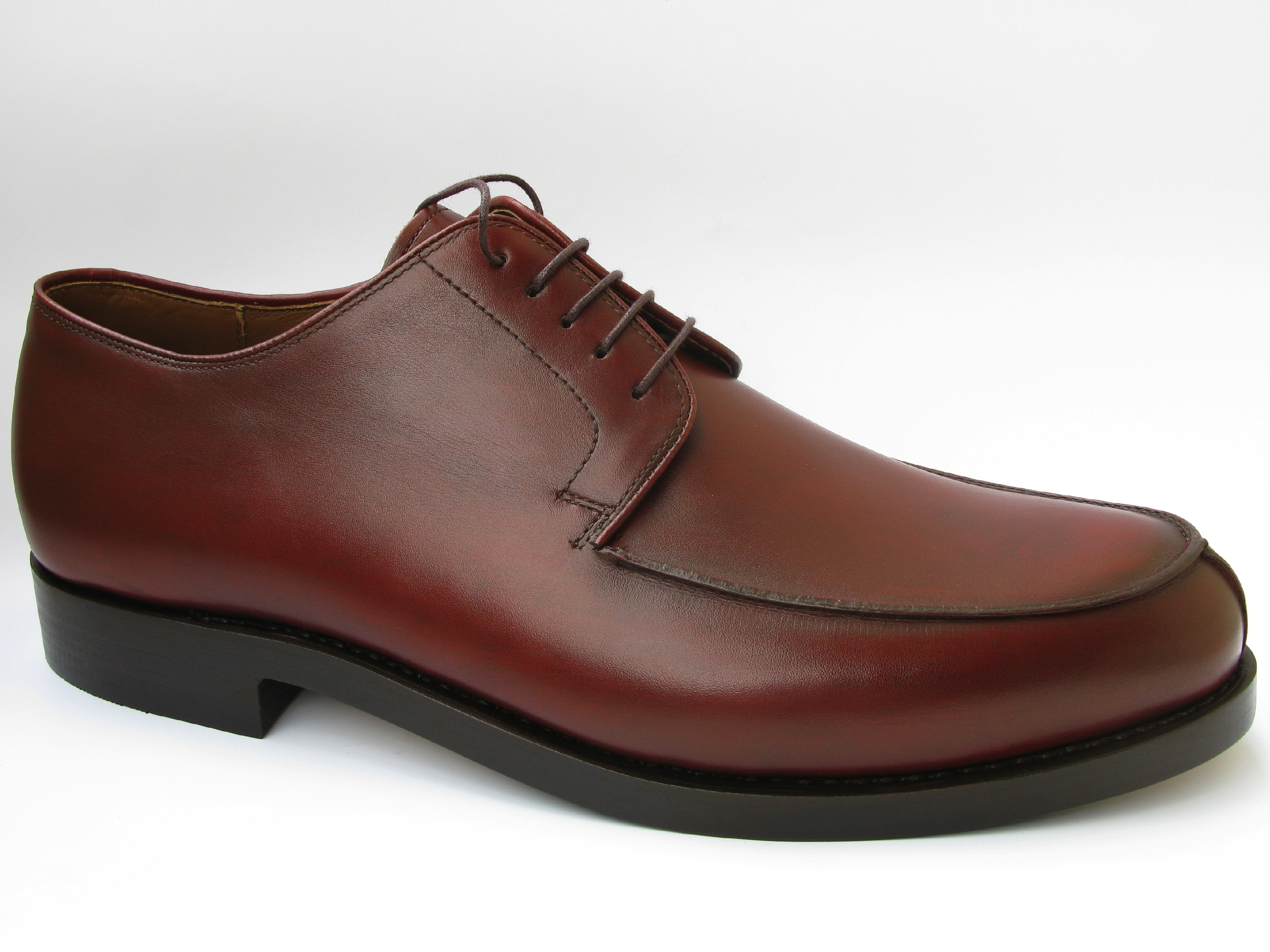
Norweger
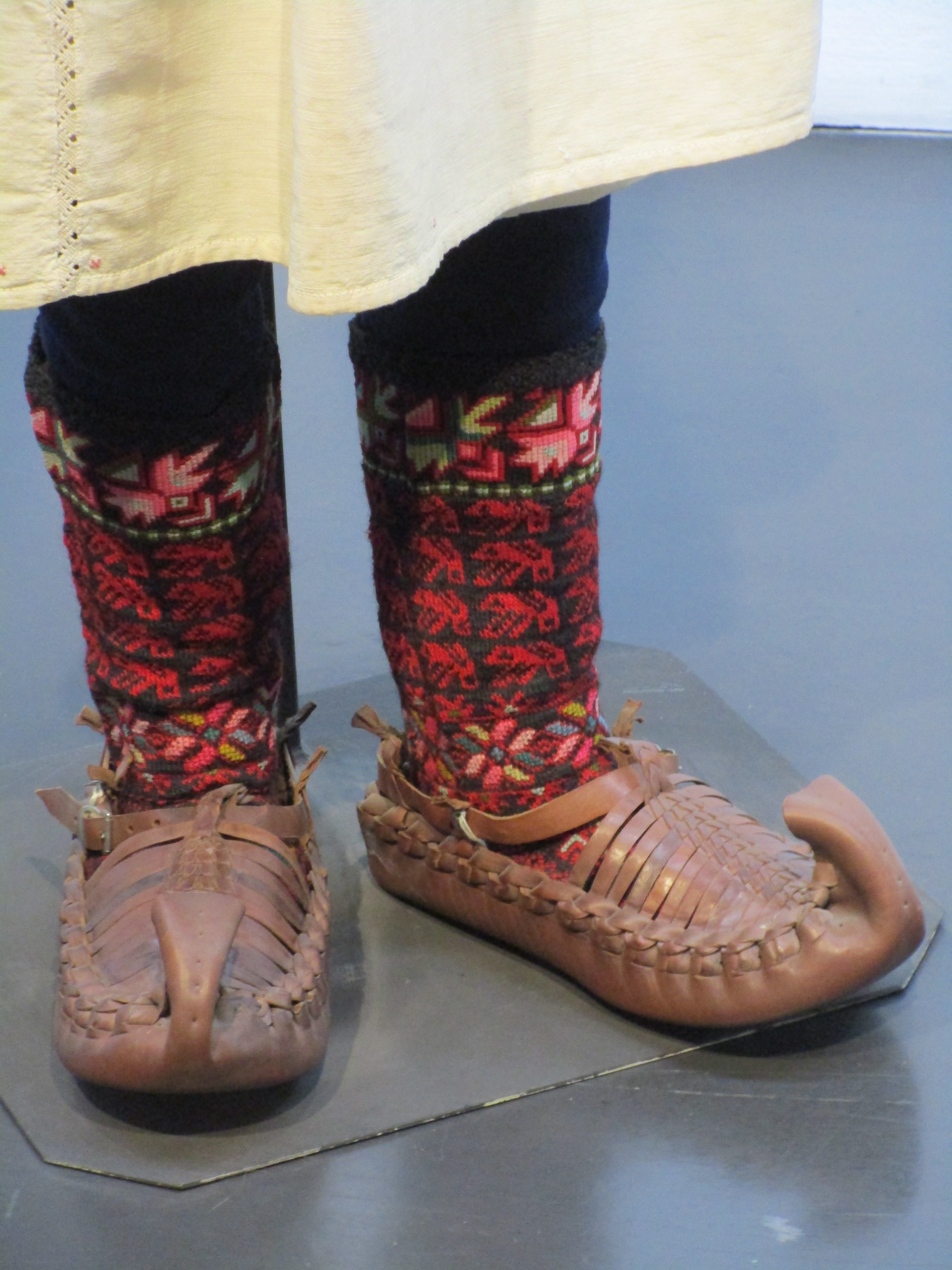
Opanke
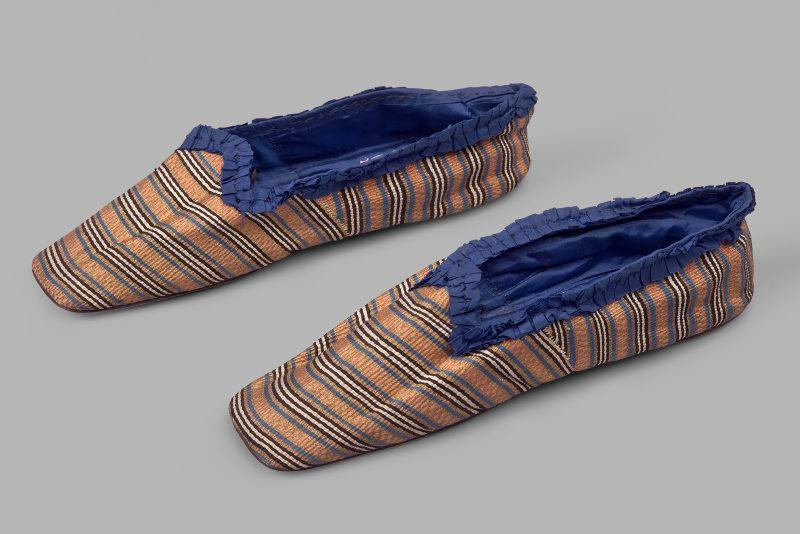
Pantoffel
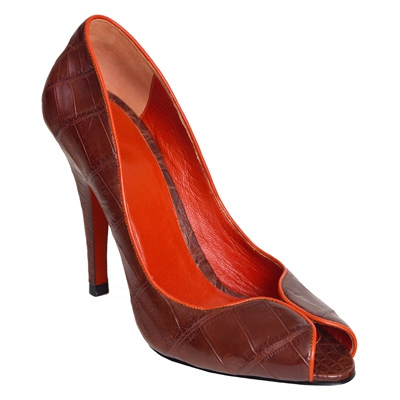
Peeptoe
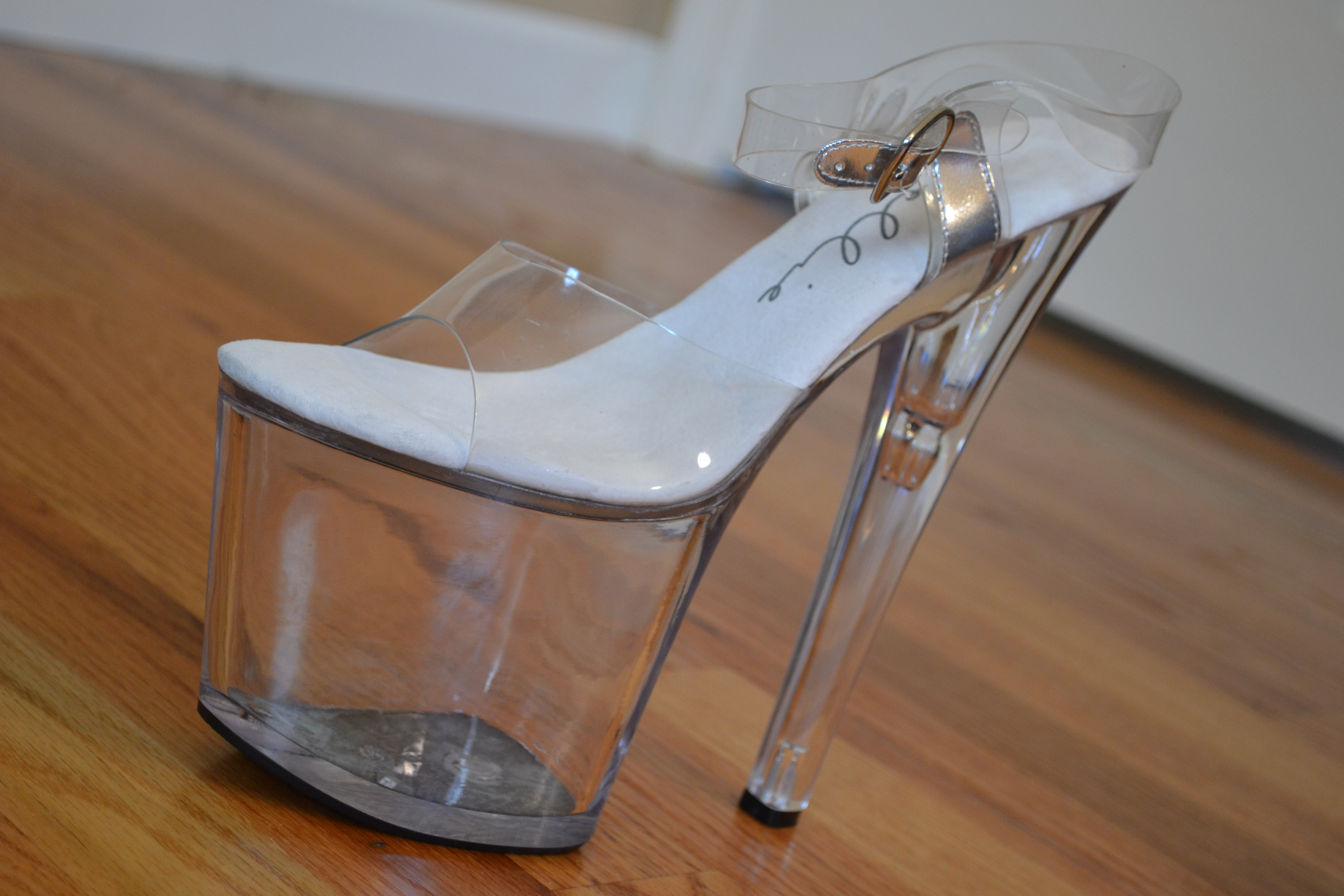
Plateauschuh
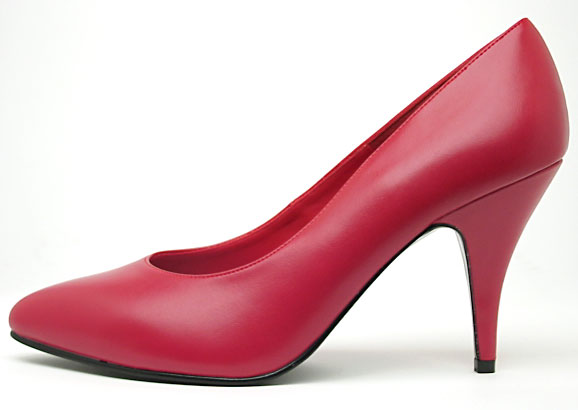
Pumps
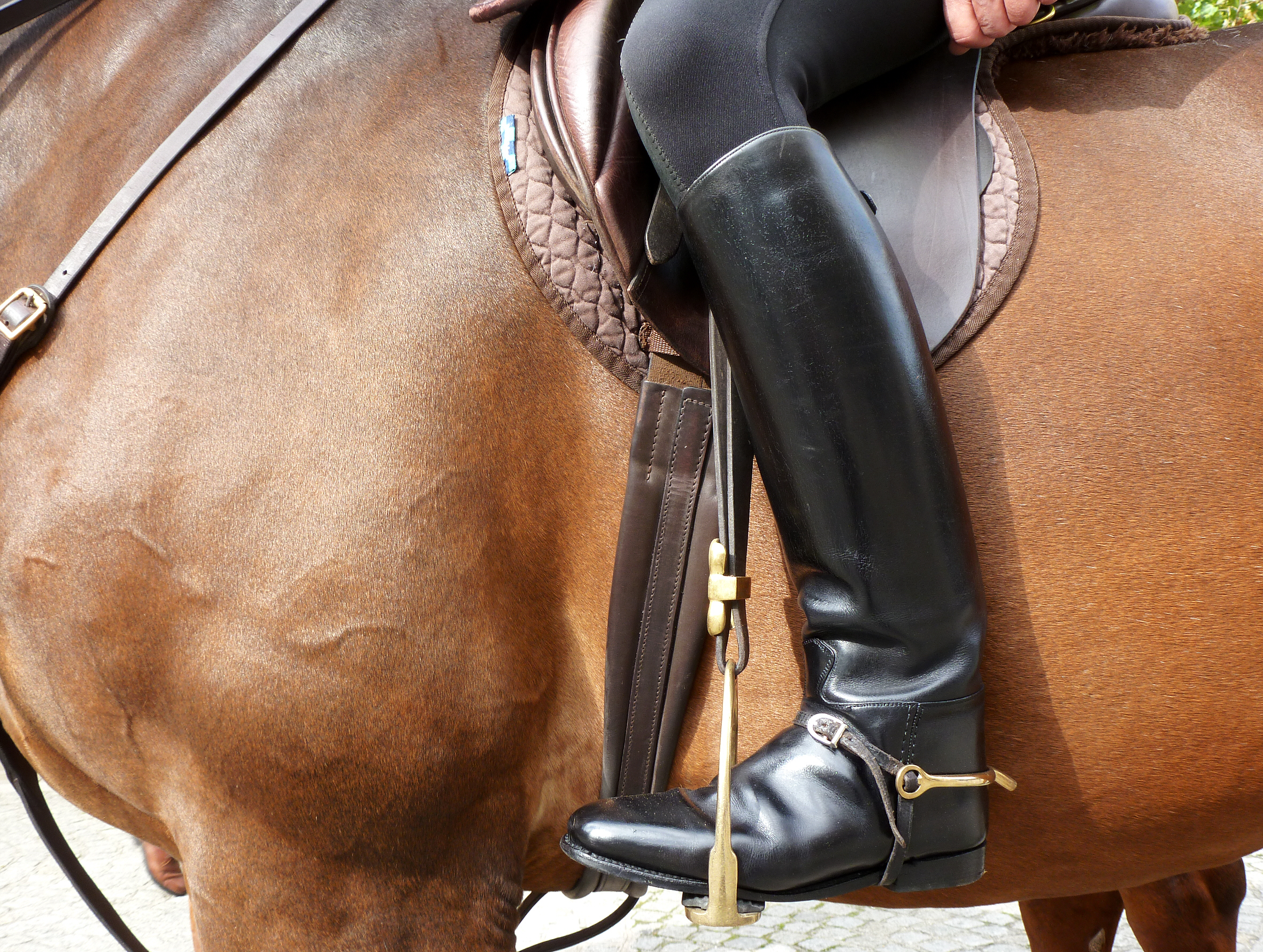
Reitstiefel
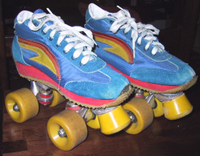
Rollschuh
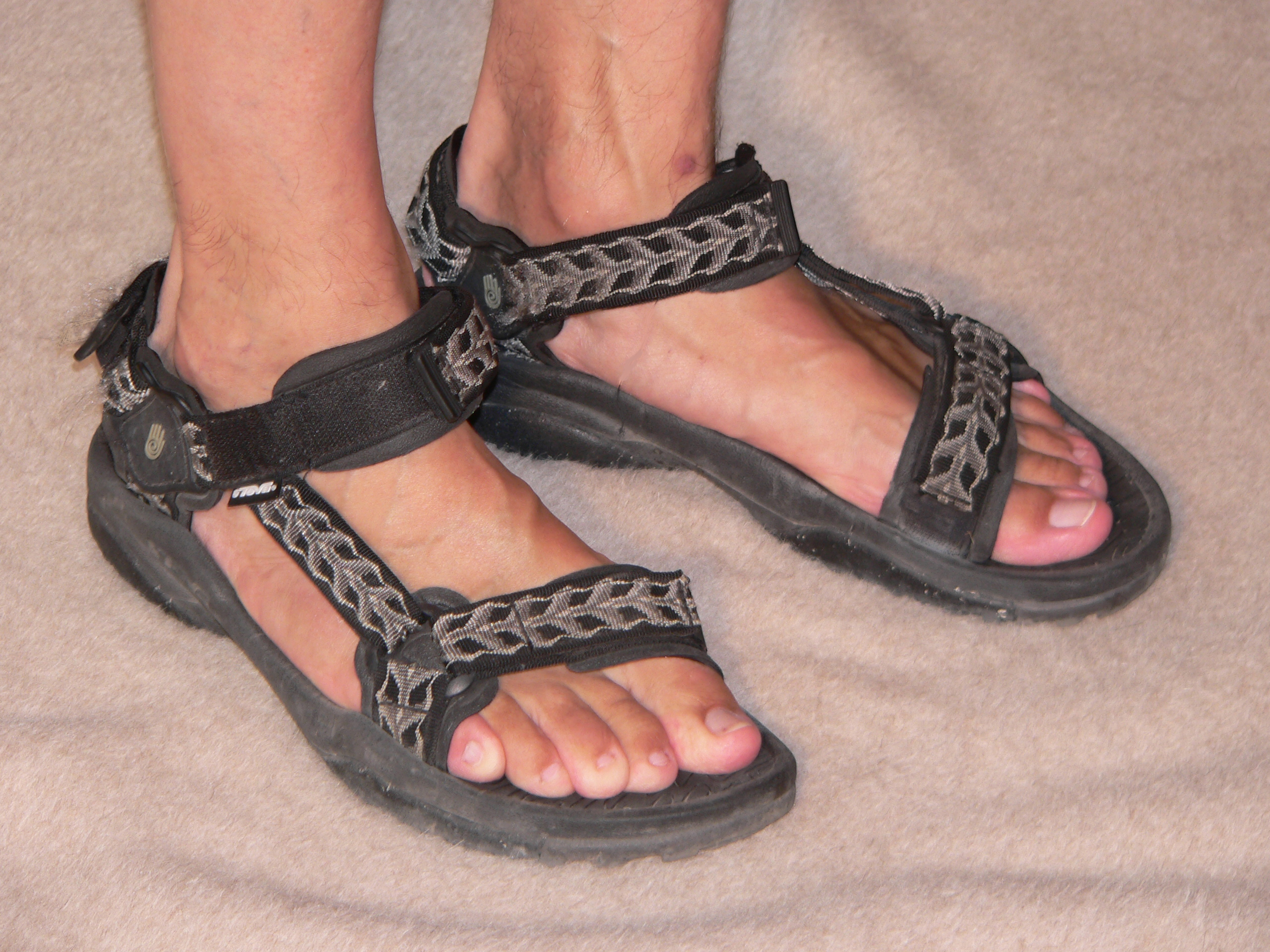
Sandale
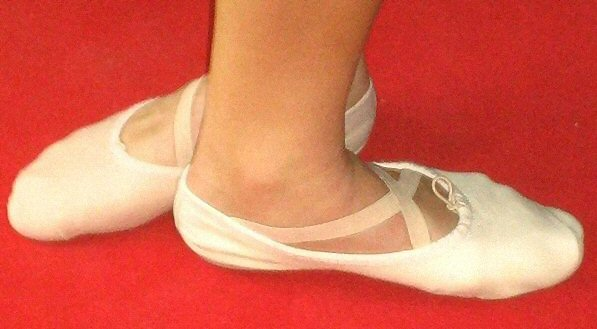
Schläppchen
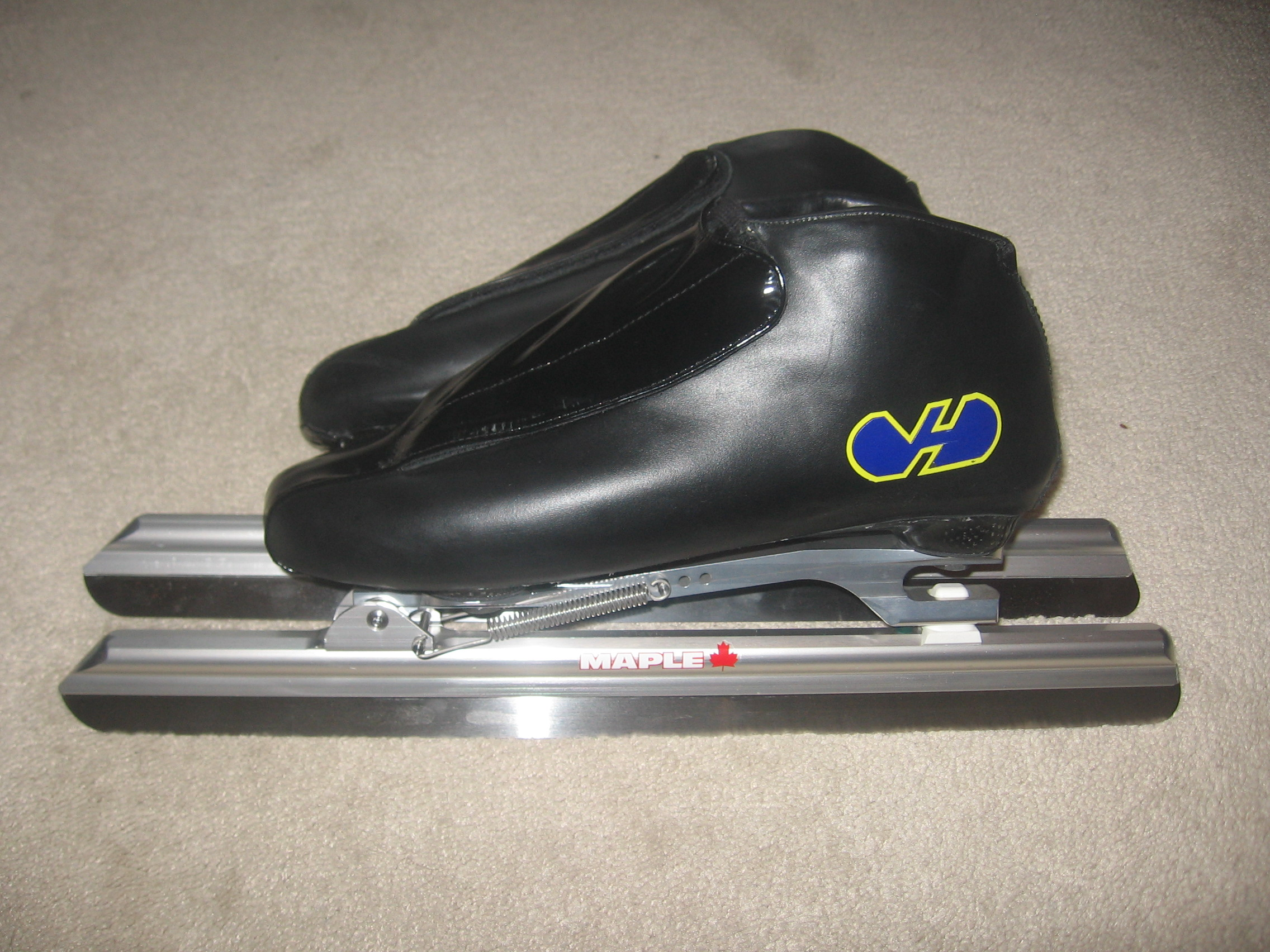
Schlittschuh
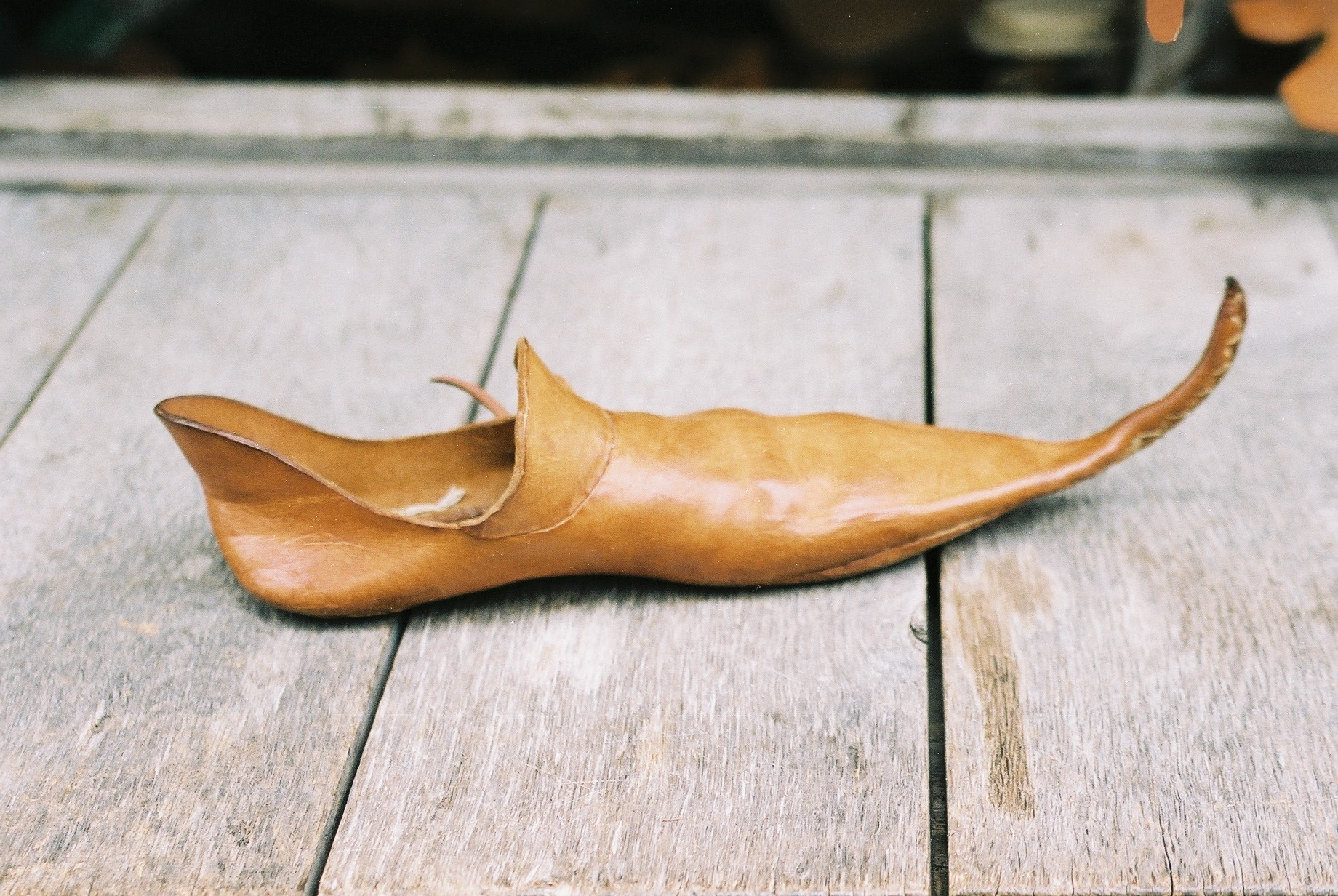
Schnabelschuh
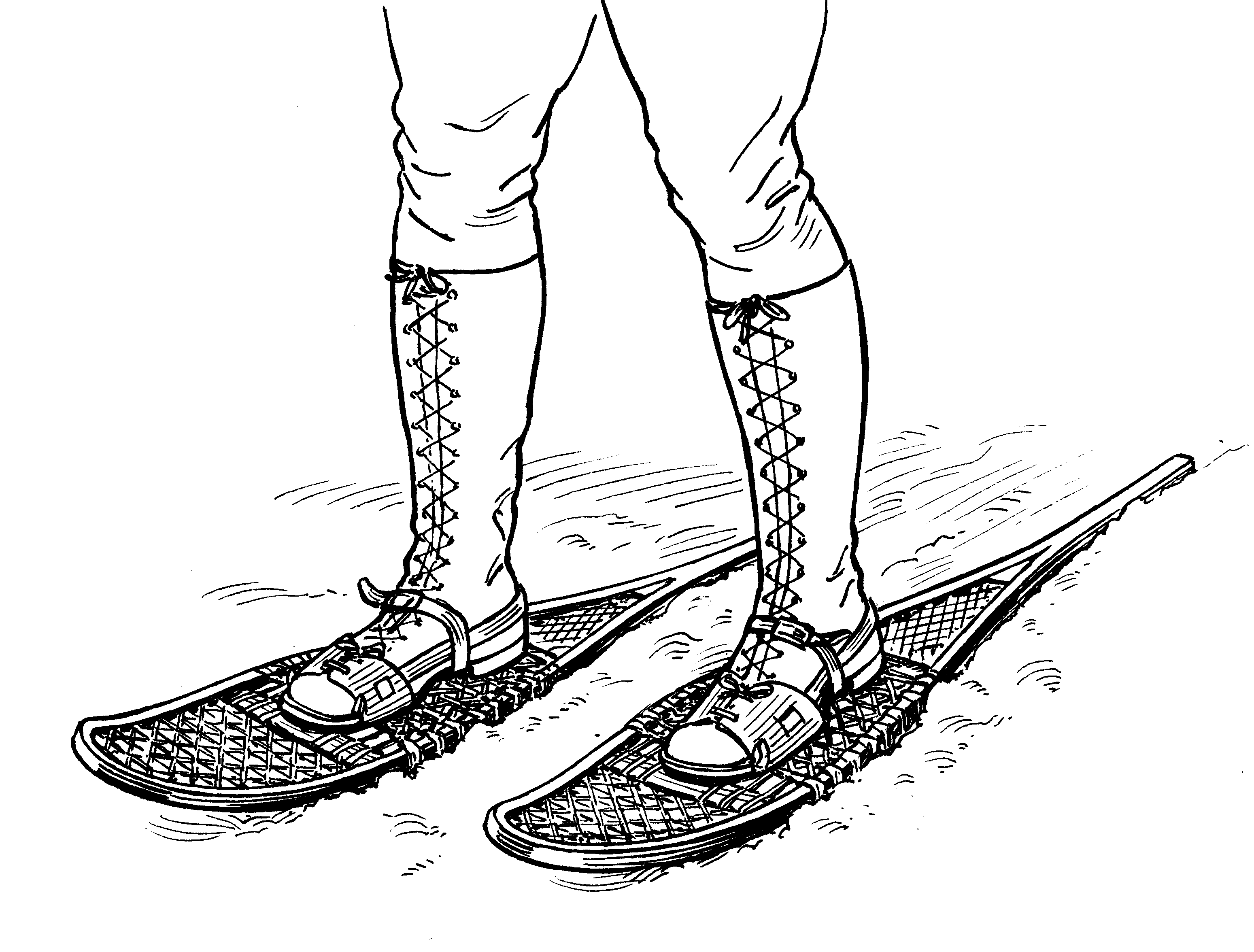
Schneeschuh
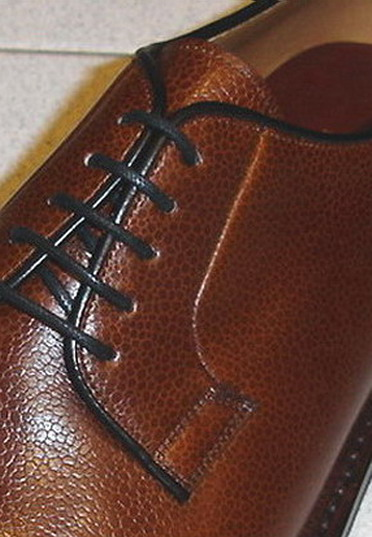
Schnürschuh
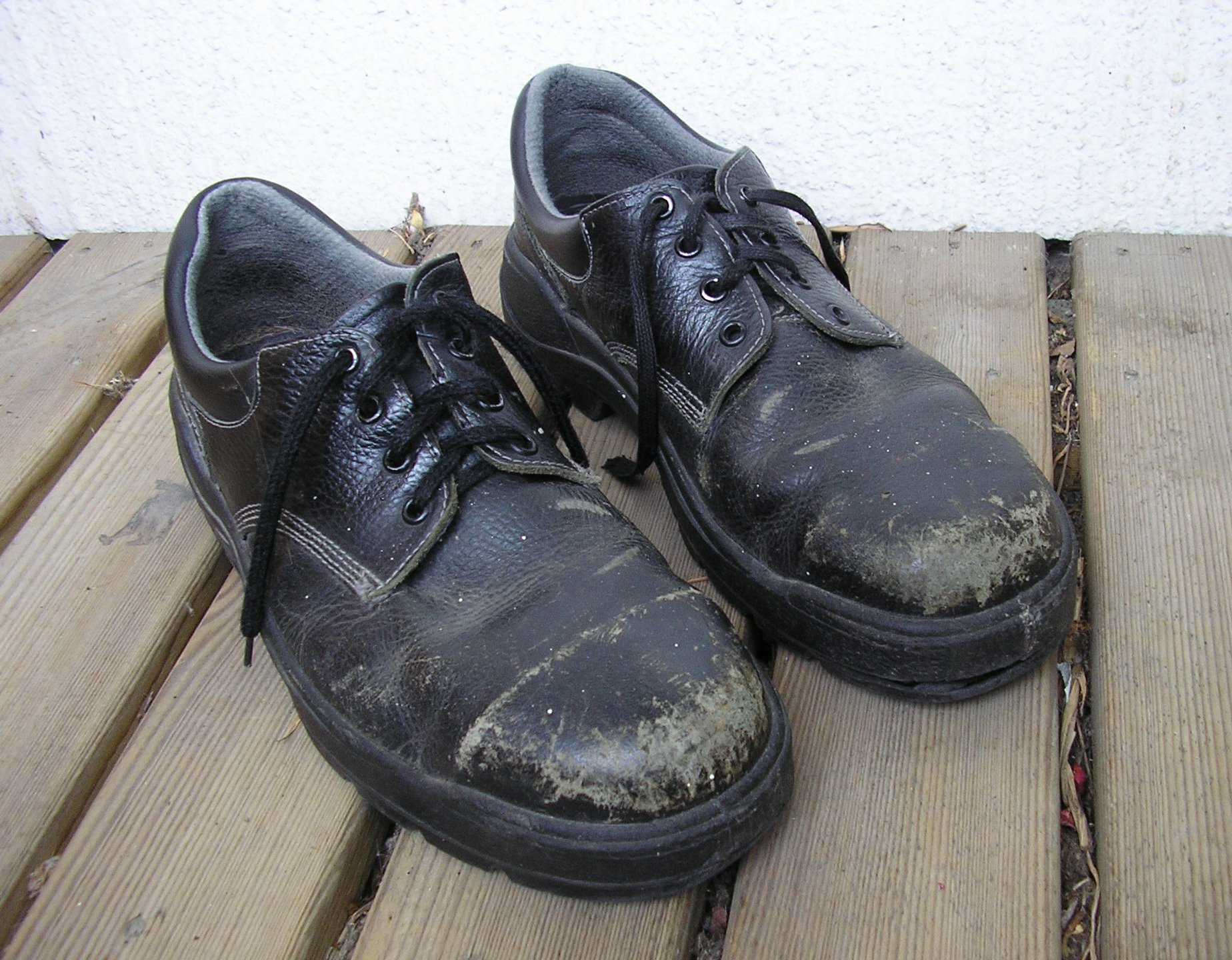
Sicherheitsschuh
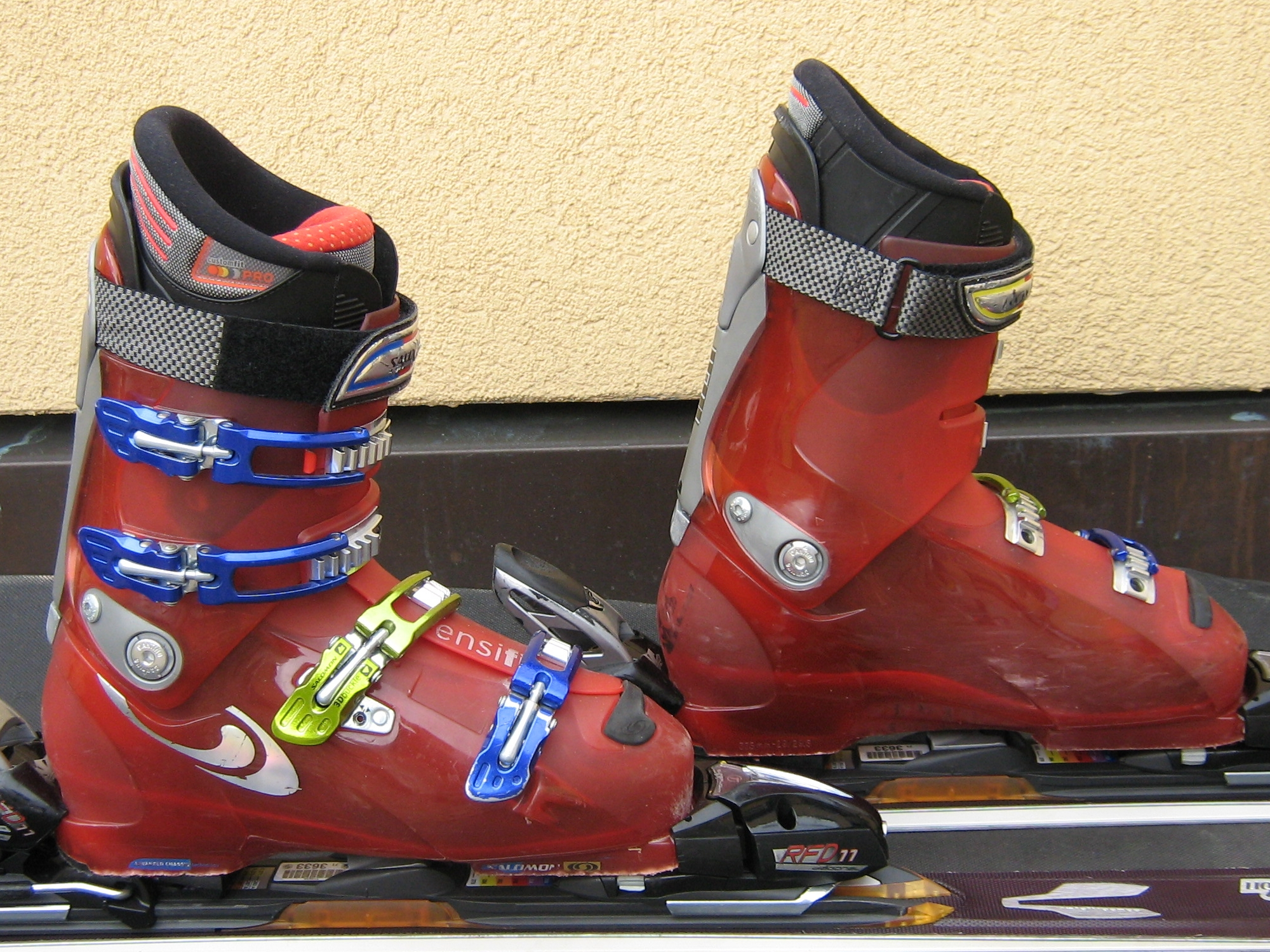
Skischuh
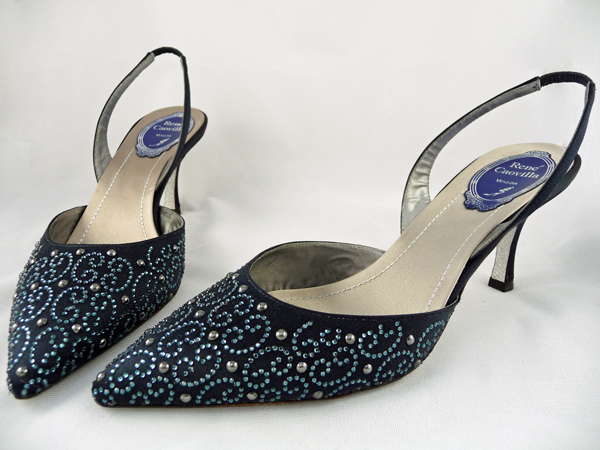
Slingback
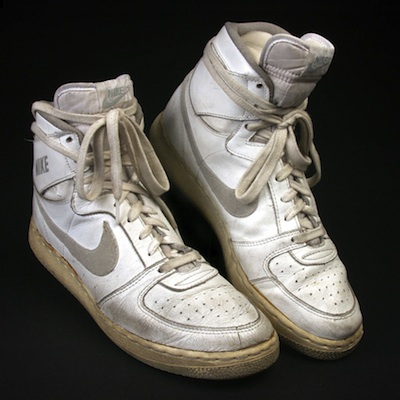
Sneaker
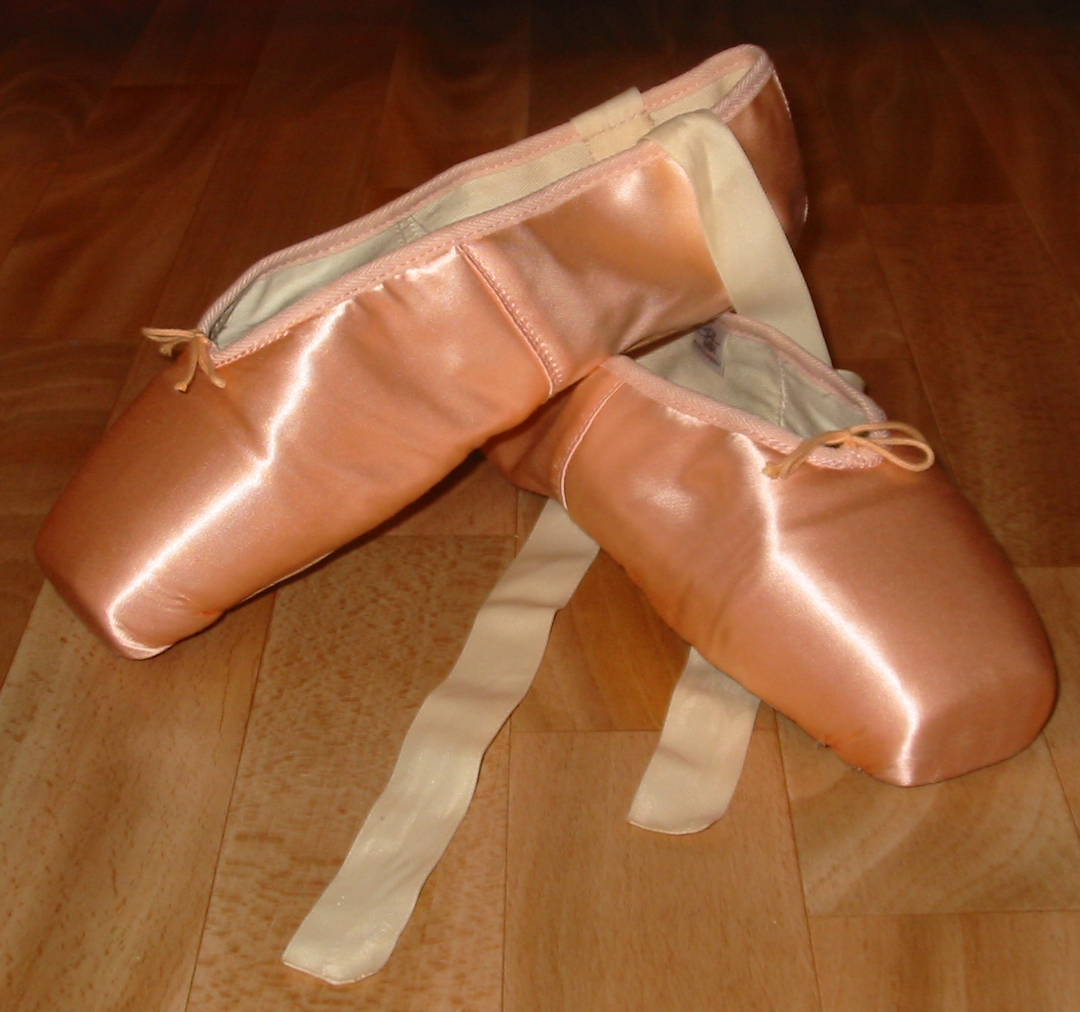
Spitzenschuh
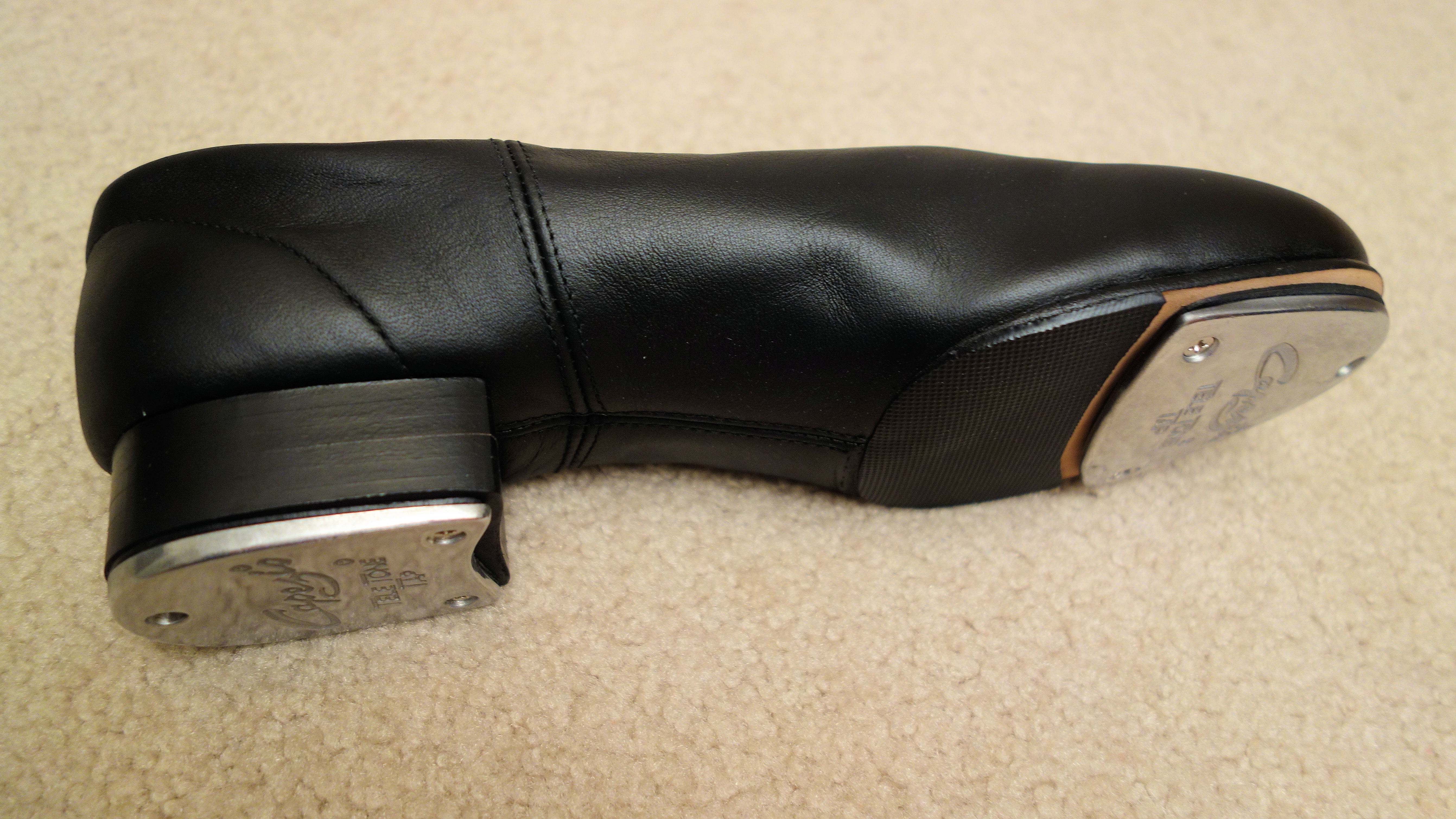
Steppschuh
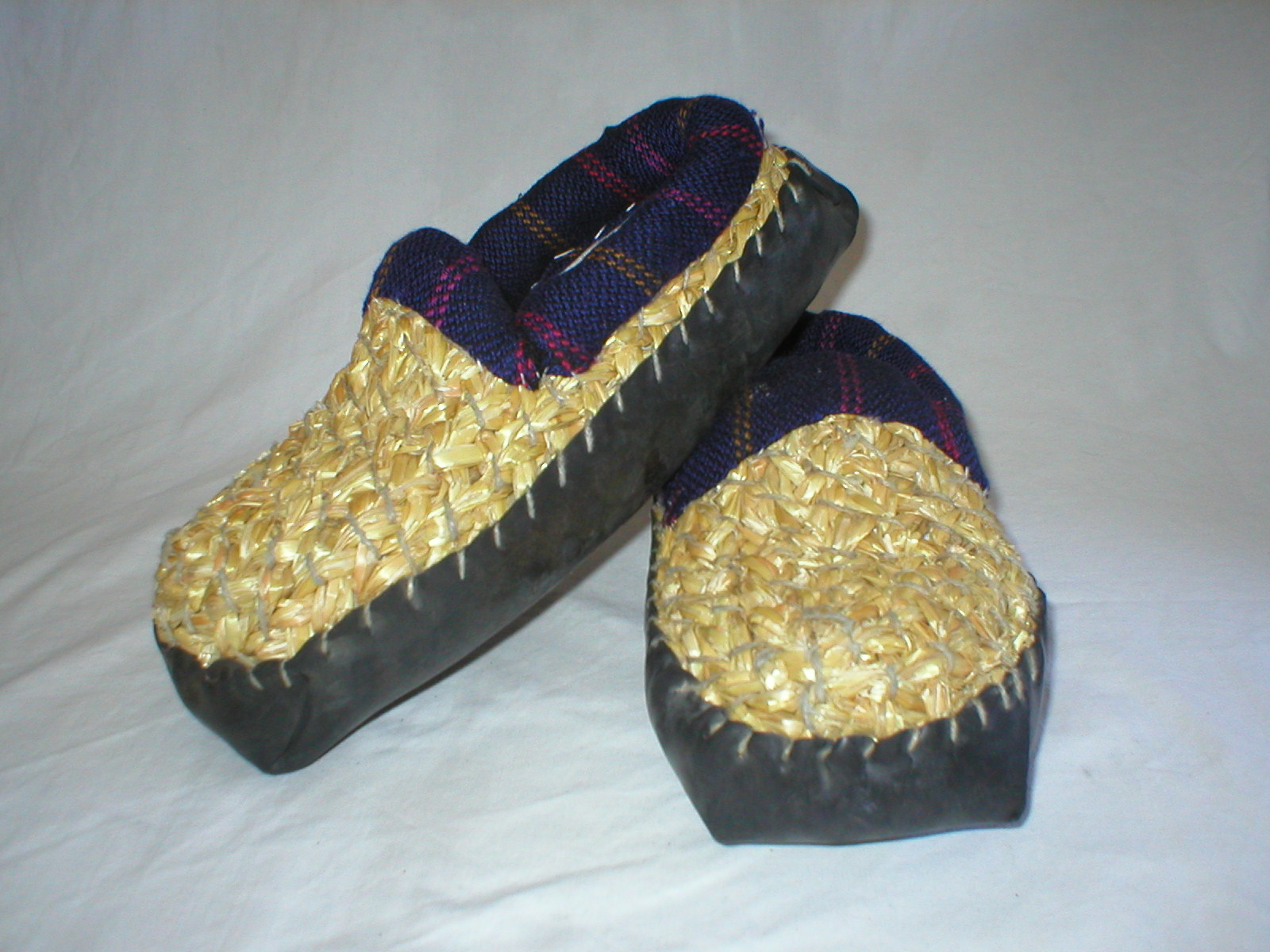
Strohschuh
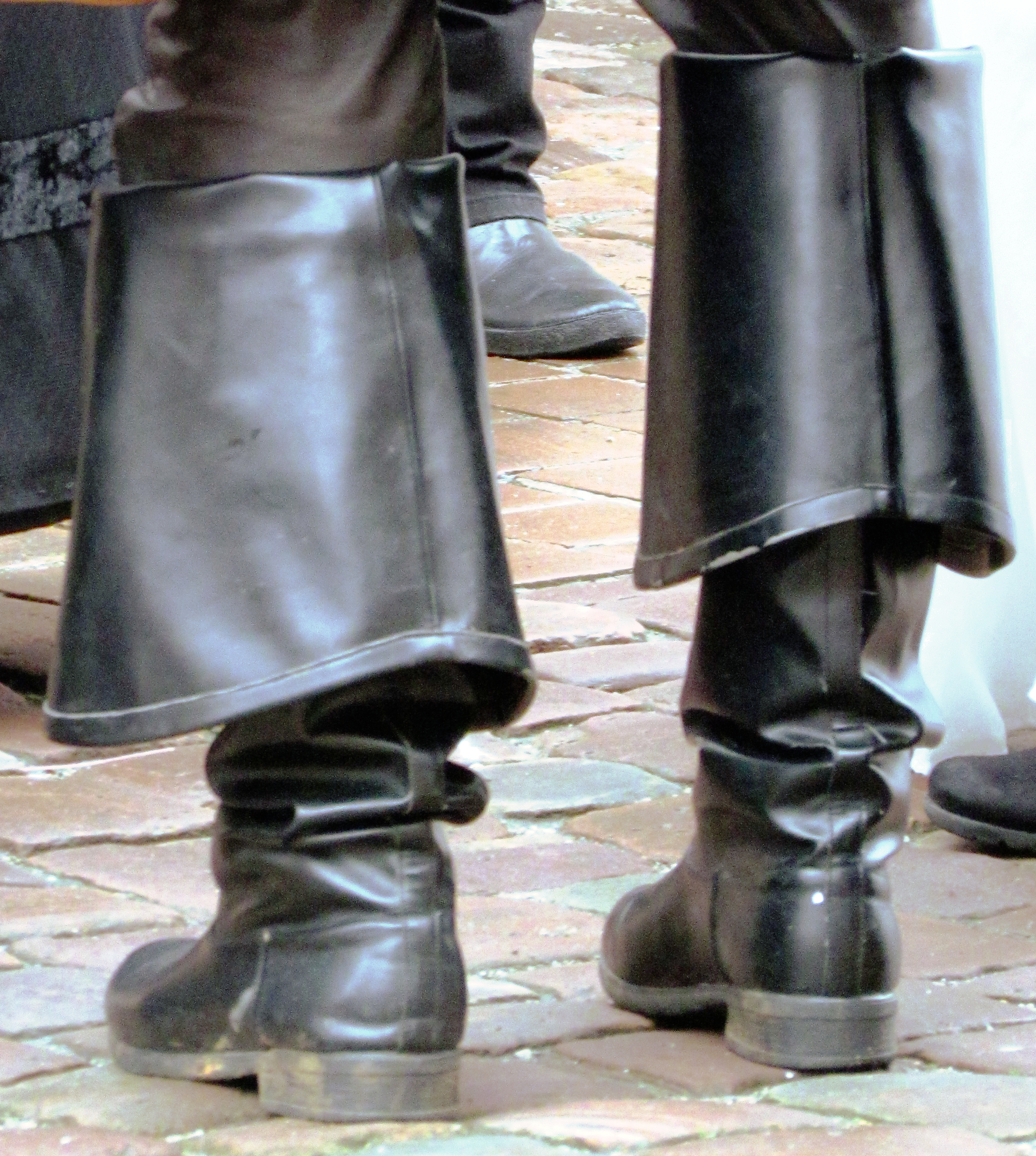
Stulpenstiefel
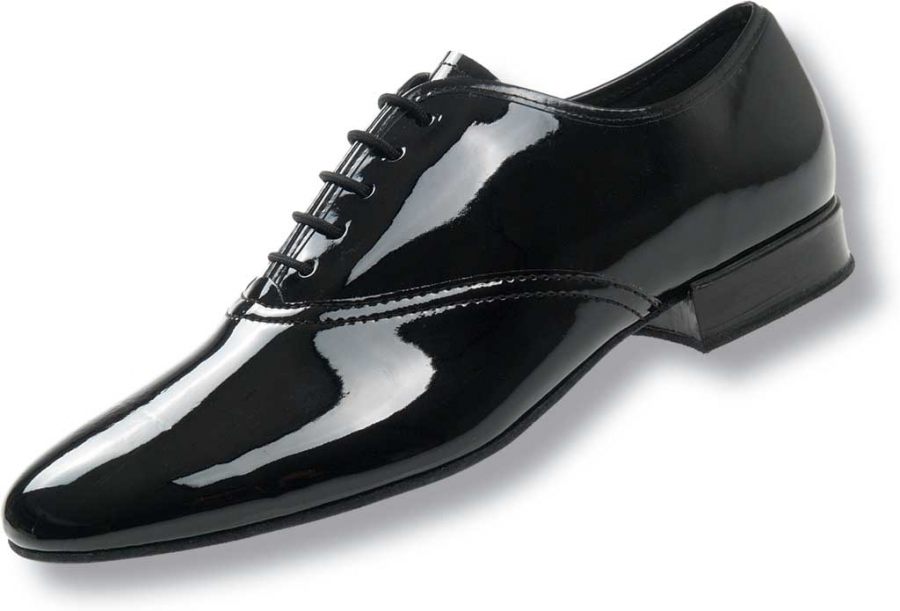
Tanzschuh
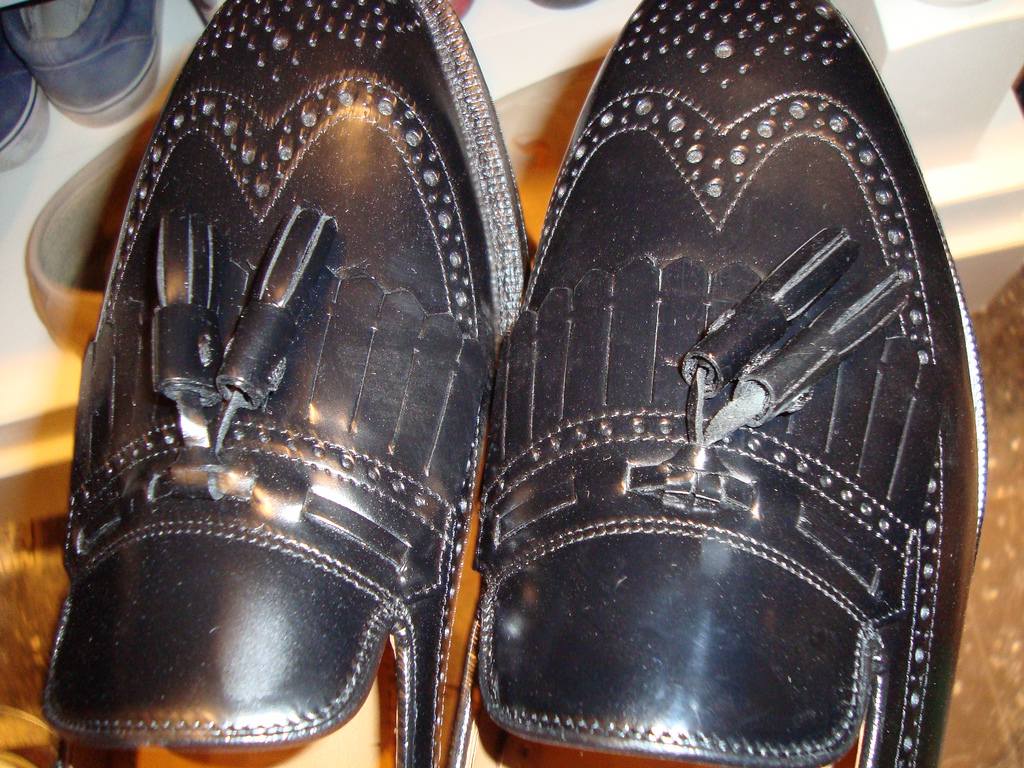
Tasselloafer
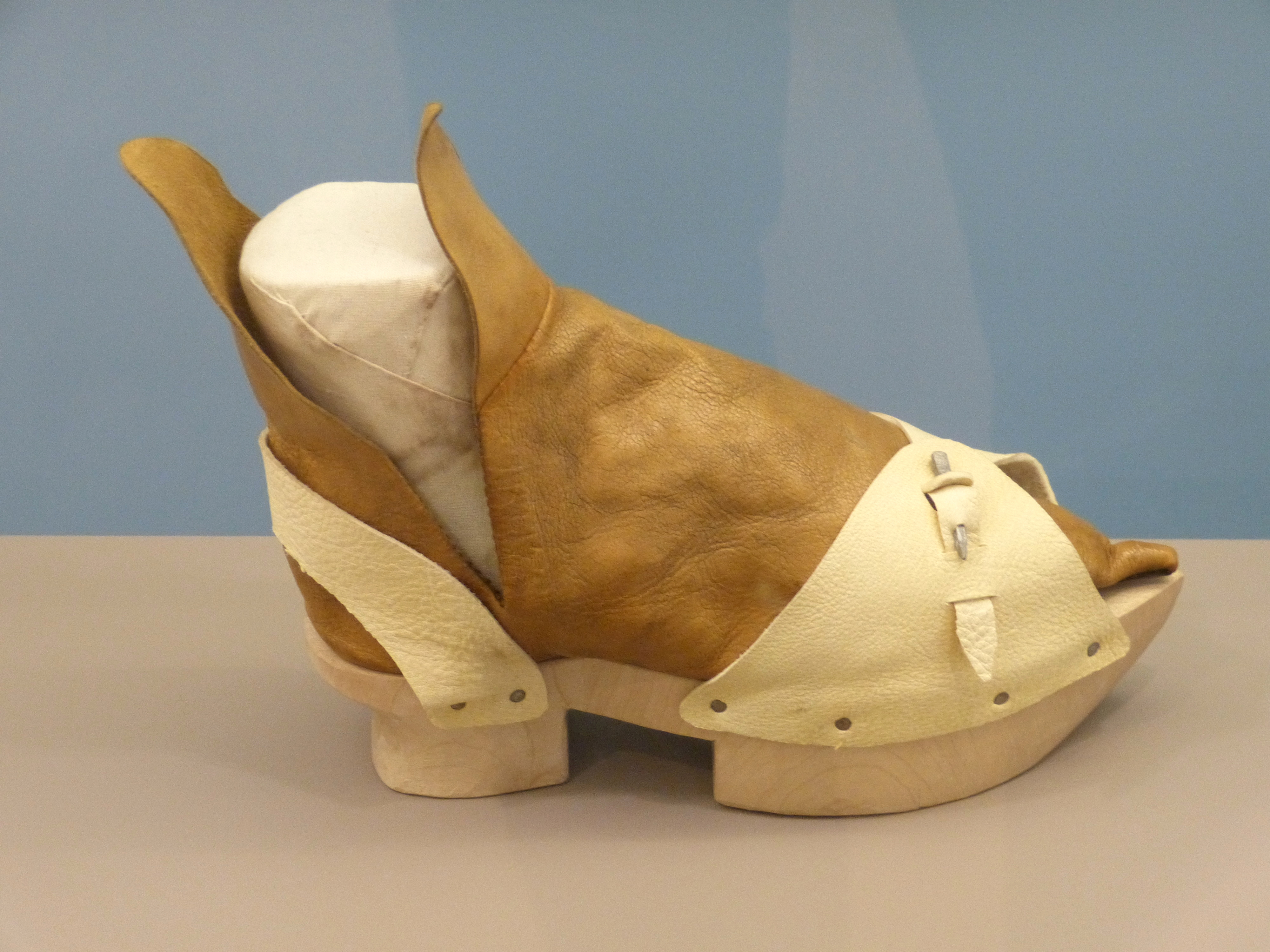
Trippe
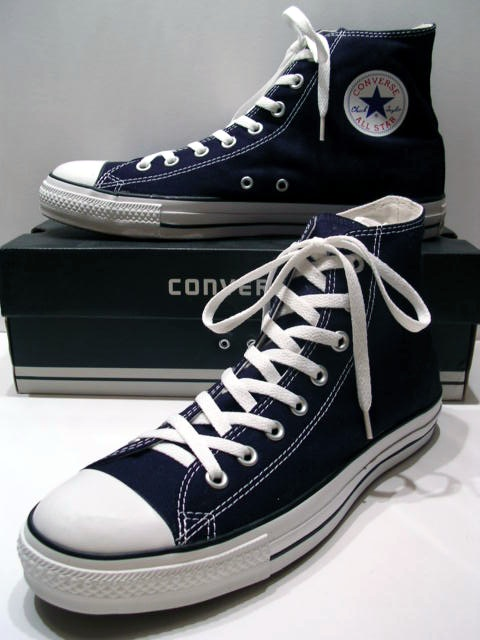
Turnschuh
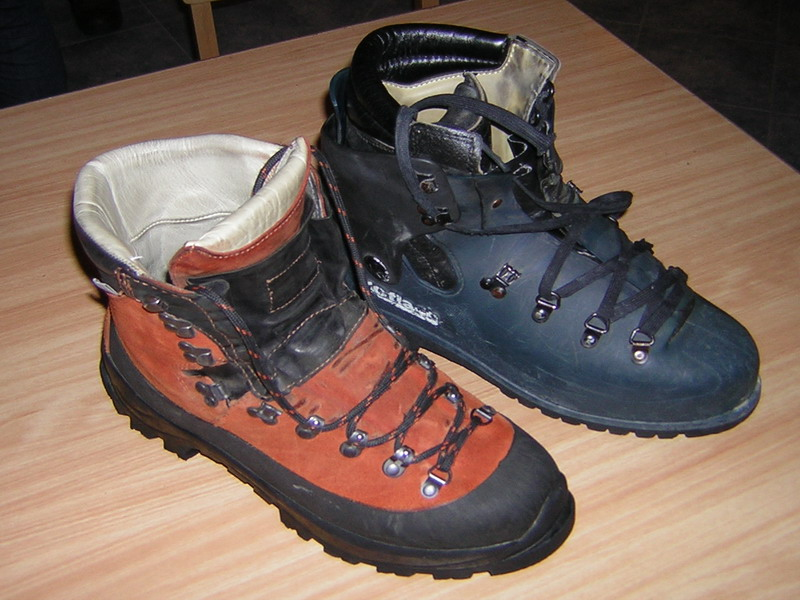
Wanderschuh
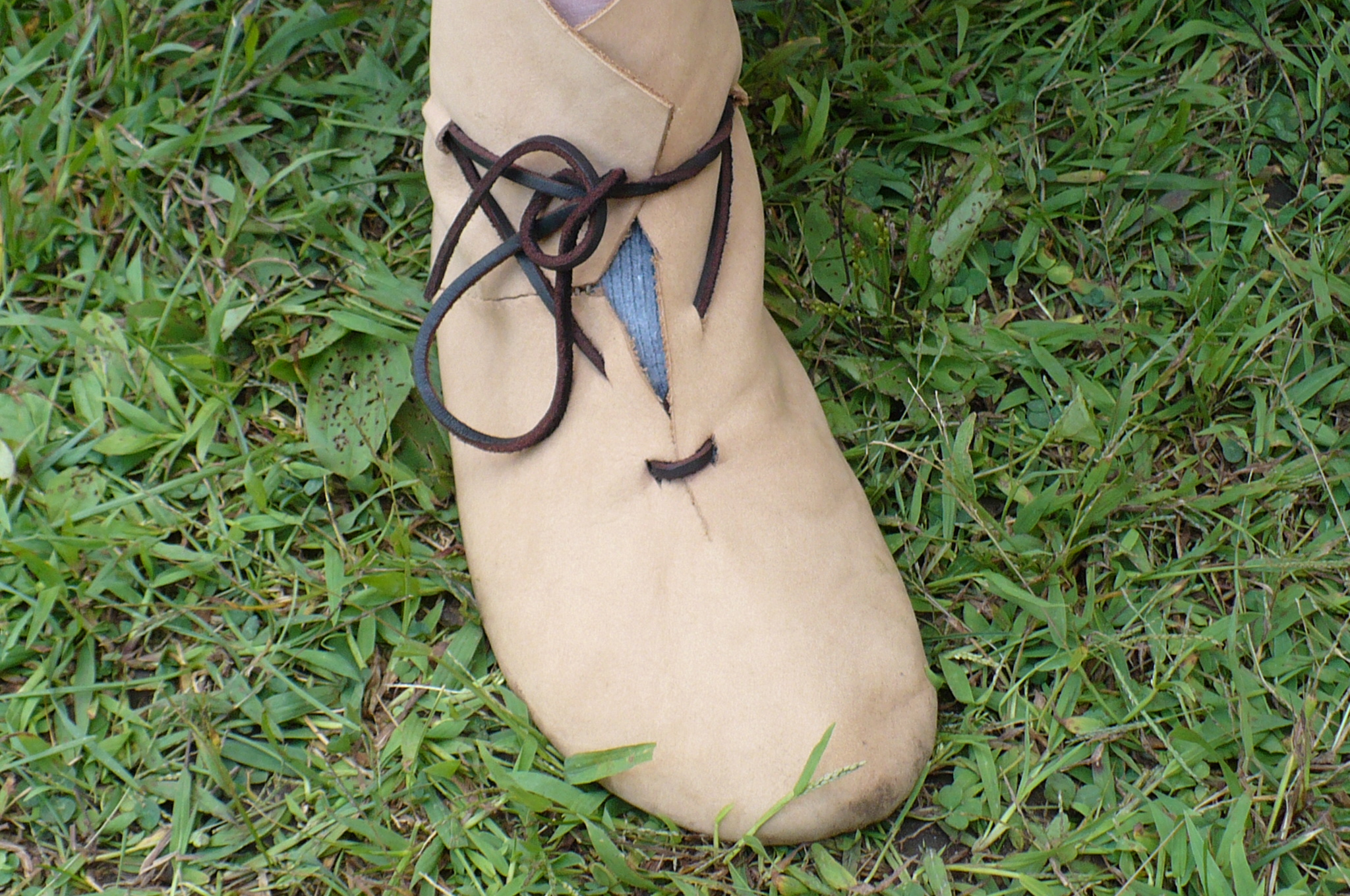
Wendeschuh
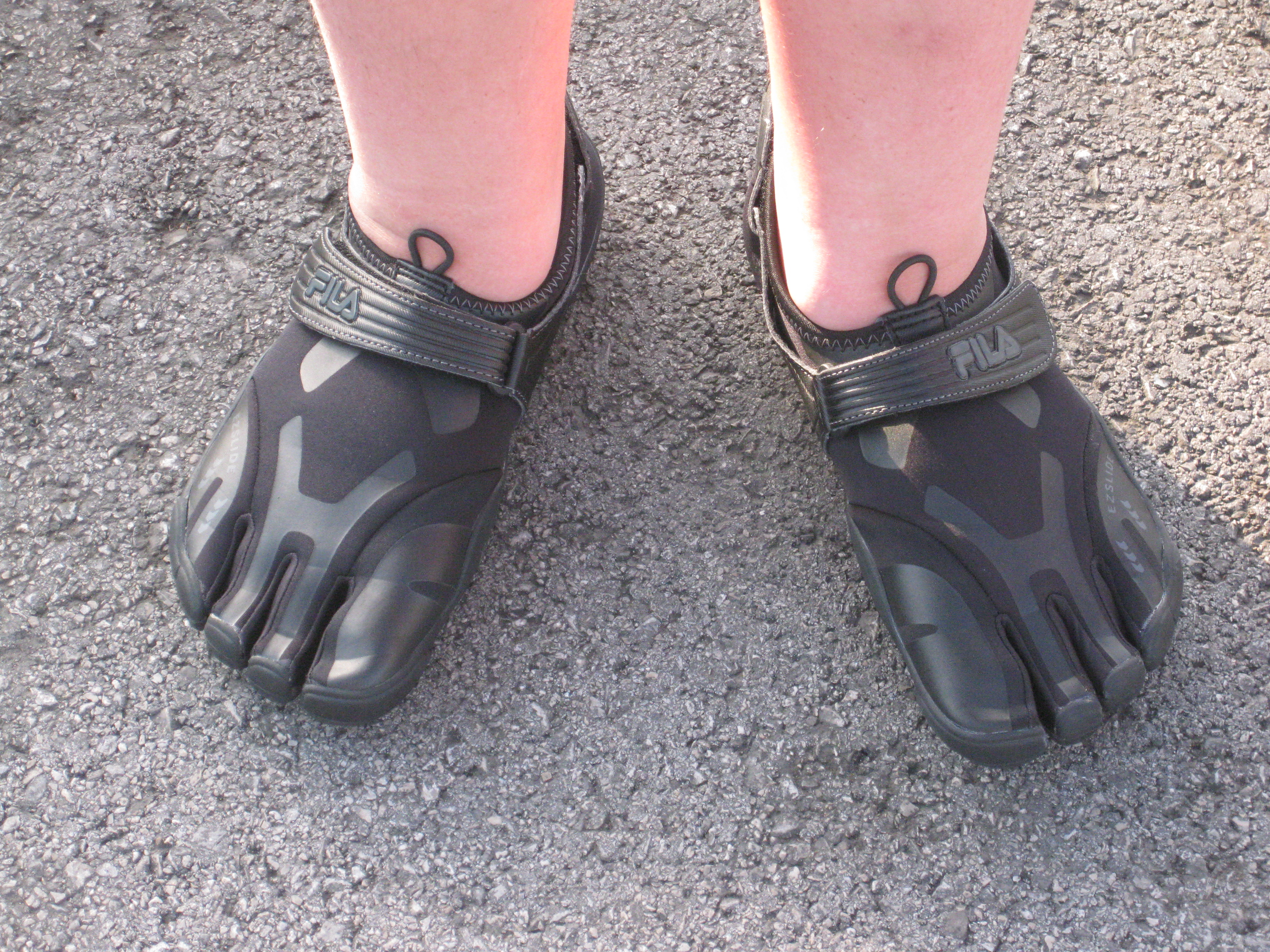
Zehenschuh